# Danh sách sân vận động theo sức chứa
Đây là danh sách các sân vận động thể thao nổi bật, sắp xếp theo sức chứa, chỉ số lượng khán giả tối đa mà chúng có thể chứa.

## Liệt kê ghi chú tiêu chí
- Các con số sức chứa là tiêu chuẩn, tổng sức chứa cố định, bao gồm cả chỗ ngồi và bất kỳ khu vực thường trực nào, nhưng không bao gồm bất kỳ chỗ ở tạm thời nào.
- Con số khán giả nhất thời không được đề cập. Chỉ tính sức chứa thông thường; về kỉ lục khán giả, xem Danh sách địa điểm thể thao có nhiều hơn 100.000 khán giả.
- Chỉ các sân vận động có sức chứa từ 40.000 chỗ trở lên được liệt kê trong danh sách này.
- Các sân vận động không còn tồn tại hoặc đã đóng cửa hoặc những sân vận động không còn đóng vai trò là địa điểm thi đấu thể thao (ví dụ Sân vận động Strahov, từng là sân vận động lớn nhất thế giới có sức chứa khoảng 220.000 khán giả), không được liệt kê ở đây. Xem Danh sách sân vận động đã đóng cửa theo sức chứa.
- Dâu sao (*) biểu thị đội thi đấu một số trận sân nhà tại địa điểm, và có thể có sân nhà khác.
- Các đường đua (ví dụ Indianapolis Motor Speedway và Tokyo Racecourse) không phải là sân vận động, không được liệt kê ở đây. Về danh sách tất cả các địa điểm thể thao theo sức chứa, xem Danh sách địa điểm thể thao theo sức chứa.
- Sức chứa được lấy bất cứ khi nào có thể từ con số được nêu trên trang web chính thức của sân vận động, người thuê sân vận động hoặc sự kiện thể thao mà sân vận động đã tổ chức.

## Danh sách
| Sân vận động                                            | Sức chứa                                   | Thành phố/Bang               | Quốc gia                                | Khu vực        | Người thuê sân | Mục đích sử dụng chính                                                      |
| ------------------------------------------------------- | ------------------------------------------ | ---------------------------- | --------------------------------------- | -------------- | --- | --------------------------------------------------------------------------- |
| Sân vận động Motera                                     | 132.000                                    | Ahmedabad, Gujarat           | Ấn Độ                                   | Nam Á          | Đội tuyển cricket quốc gia Ấn Độ, Đội cricket Gujarat                                                                                                   | Cricket, thỉnh thoảng bóng đá                                               |
| Sân vận động mùng 1 tháng 5 Rungrado                    | 114.000                                    | Bình Nhưỡng                  | Bắc Triều Tiên                          | Đông Á         | Đội tuyển bóng đá quốc gia Triều Tiên* | Bóng đá, điền kinh, sự kiện lớn                                             |
| Sân vận động Michigan                                   | 107.601                                    | Ann Arbor, Michigan          | Hoa Kỳ                                  | Bắc Mỹ         | Michigan Wolverines | Bóng bầu dục Mỹ                                                             |
| Sân vận động Beaver                                     | 106.572                                    | State College, Pennsylvania  | Hoa Kỳ                                  | Bắc Mỹ         | Penn State Nittany Lions | Bóng bầu dục Mỹ                                                             |
| Sân vận động Ohio                                       | 102.780                                    | Columbus, Ohio               | Hoa Kỳ                                  | Bắc Mỹ         | Ohio State Buckeyes | Bóng bầu dục Mỹ                                                             |
| Kyle Field                                              | 102.733                                    | College Station, Texas       | Hoa Kỳ                                  | Bắc Mỹ         | Texas A&M Aggies | Bóng bầu dục Mỹ                                                             |
| Sân vận động Neyland                                    | 102.455                                    | Knoxville, Tennessee         | Hoa Kỳ                                  | Bắc Mỹ         | Tennessee Volunteers | Bóng bầu dục Mỹ                                                             |
| Sân vận động Tiger                                      | 102.321                                    | Baton Rouge, Louisiana       | Hoa Kỳ                                  | Bắc Mỹ         | LSU Tigers | Bóng bầu dục Mỹ                                                             |
| Sân vận động Bryant–Denny                               | 101.821                                    | Tuscaloosa, Alabama          | Hoa Kỳ                                  | Bắc Mỹ         | Alabama Crimson Tide | Bóng bầu dục Mỹ                                                             |
| Sân vận động Tưởng niệm Darrell K Royal–Texas           | 100.119                                    | Austin, Texas                | Hoa Kỳ                                  | Bắc Mỹ         | Texas Longhorns | Bóng bầu dục Mỹ                                                             |
| Melbourne Cricket Ground                                | 100.024                                    | Melbourne                    | Úc                                      | Châu Đại Dương | Australia national cricket team, Victorian Bushrangers, Melbourne Stars, Melbourne Cricket Club, Richmond FC, Hawthorn FC, Collingwood FC, Melbourne FC | Cricket, bóng bầu dục Úc                                                    |
| Camp Nou                                                | 99.354                                     | Barcelona                    | Tây Ban Nha                             | Châu Âu        | FC Barcelona | Bóng đá                                                                     |
| Sân vận động FNB                                        | 94.736                                     | Johannesburg                 | Nam Phi                                 | Châu Phi       | Đội tuyển bóng đá quốc gia Nam Phi, Kaizer Chiefs F.C.                                                                                                  | Bóng đá                                                                     |
| Sân vận động Sanford                                    | 92.746                                     | Athens, Georgia              | Hoa Kỳ                                  | Bắc Mỹ         | Georgia Bulldogs | Bóng bầu dục Mỹ                                                             |
| Sân vận động Cotton Bowl                                | 92.100                                     | Dallas, Texas                | Hoa Kỳ                                  | Bắc Mỹ         | City of Dallas | Bóng bầu dục Mỹ                                                             |
| Rose Bowl                                               | 90.888                                     | Pasadena, California         | Hoa Kỳ                                  | Bắc Mỹ         | UCLA Bruins, Rose Bowl Game | Bóng bầu dục Mỹ                                                             |
| Sân vận động Wembley                                    | 90.000                                     | London                       | Vương quốc Liên hiệp Anh và Bắc Ireland | Châu Âu        | Đội tuyển bóng đá quốc gia Anh | Bóng đá, bóng bầu dục liên minh, Bóng bầu dục Mỹ                            |
| Sân vận động Ben Hill Griffin                           | 88.548                                     | Gainesville, Florida         | Hoa Kỳ                                  | Bắc Mỹ         | Florida Gators | Bóng bầu dục Mỹ                                                             |
| Sân vận động Jordan–Hare                                | 87.451                                     | Auburn, Alabama              | Hoa Kỳ                                  | Bắc Mỹ         | Auburn Tigers | Bóng bầu dục Mỹ                                                             |
| Sân vận động Quốc gia Bukit Jalil                       | 87.411                                     | Kuala Lumpur                 | Malaysia                                | Đông Nam Á     | Đội tuyển bóng đá quốc gia Malaysia | Bóng đá, điền kinh                                                          |
| Sân vận động Azteca                                     | 87.000                                     | Mexico City                  | México                                  | Bắc Mỹ         | Club América, Cruz Azul, Đội tuyển bóng đá quốc gia México                                                                                              | Bóng đá                                                                     |
| Sân vận động Tưởng niệm                                 | 86.047                                     | Lincoln, Nebraska            | Hoa Kỳ                                  | Bắc Mỹ         | Nebraska Cornhuskers | Bóng bầu dục Mỹ                                                             |
| Sân vận động Borg El Arab                               | 86.000                                     | Alexandria                   | Ai Cập                                  | Châu Phi       | Đội tuyển bóng đá quốc gia Ai Cập | Bóng đá                                                                     |
| Sân vận động Salt Lake                                  | 85.000                                     | Kolkata                      | Ấn Độ                                   | Nam Á          | Đội tuyển bóng đá quốc gia Ấn Độ | Bóng đá                                                                     |
| Sân vận động Tưởng niệm Gaylord Family Oklahoma         | 86.112                                     | Norman, Oklahoma             | Hoa Kỳ                                  | Bắc Mỹ         | Oklahoma Sooners | Bóng bầu dục Mỹ                                                             |
| Sân vận động Australia                                  | 83.500                                     | Sydney                       | Úc                                      | Châu Đại Dương | New South Wales Blues, Canterbury-Bankstown Bulldogs, South Sydney Rabbitohs.                                                                           | Bóng bầu dục liên minh, bóng bầu dục liên hiệp, cricket, Bóng bầu dục Úc    |
| Sân vận động MetLife                                    | 82.500                                     | East Rutherford, New Jersey  | Hoa Kỳ                                  | Bắc Mỹ         | New York Giants, New York Jets | Bóng bầu dục Mỹ, bóng đá                                                    |
| Croke Park                                              | 82.300                                     | Dublin                       | Ireland                                 | Châu Âu        | GAA | Gaelic, hurling, camogie                                                    |
| FedExField                                              | 82.000                                     | Landover, Maryland           | Hoa Kỳ                                  | Bắc Mỹ         | Washington Redskins | Bóng bầu dục Mỹ                                                             |
| Sân vận động Quốc tế Jakarta                            | 82.000                                     | Jakarta                      | Indonesia                               | Đông Nam Á     | Persija Jakarta | Bóng đá                                                                     |
| Sân vận động Twickenham                                 | 82.000                                     | London                       | Vương quốc Liên hiệp Anh và Bắc Ireland | Châu Âu        | Đội tuyển bóng bầu dục quốc gia Anh | Bóng bầu dục liên hiệp                                                      |
| Sân vận động Tưởng niệm                                 | 81.500                                     | Clemson                      | Hoa Kỳ                                  | Bắc Mỹ         | Clemson Tigers | Bóng bầu dục Mỹ                                                             |
| Lambeau Field                                           | 81.441                                     | Green Bay, Wisconsin         | Hoa Kỳ                                  | Bắc Mỹ         | Green Bay Packers | Bóng bầu dục Mỹ                                                             |
| Signal Iduna Park                                       | 81.365 (tối đa) 66.099 (limited capacity)  | Dortmund                     | Đức                                     | Châu Âu        | Borussia Dortmund | Bóng đá                                                                     |
| Stade de France                                         | 81.338                                     | Saint-Denis                  | Pháp                                    | Châu Âu        | Đội tuyển bóng đá quốc gia Pháp, Đội tuyển rugby quốc gia Pháp*, Stade Français*, Racing Métro*                                                         | Bóng đá, bóng bầu dục liên hiệp, điền kinh                                  |
| Sân vận động Santiago Bernabéu                          | 81.044                                     | Madrid                       | Tây Ban Nha                             | Châu Âu        | Real Madrid C.F. | Bóng đá                                                                     |
| Sân vận động Notre Dame                                 | 80.795                                     | South Bend, Indiana          | Hoa Kỳ                                  | Bắc Mỹ         | Notre Dame Fighting Irish | Bóng bầu dục Mỹ                                                             |
| Sân vận động Shah Alam                                  | 80.372                                     | Shah Alam                    | Malaysia                                | Đông Nam Á     | Selangor FA | Bóng đá                                                                     |
| Sân vận động Camp Randall                               | 80.321                                     | Madison, Wisconsin           | Hoa Kỳ                                  | Bắc Mỹ         | Wisconsin Badgers | Bóng bầu dục Mỹ                                                             |
| Sân vận động Williams-Brice                             | 80.250                                     | Columbia, South Carolina     | Hoa Kỳ                                  | Bắc Mỹ         | South Carolina Gamecocks | Bóng bầu dục Mỹ                                                             |
| Sân vận động tượng đài                                  | 80.093                                     | Lima                         | Peru                                    | Nam Mỹ         | Universitario de Deportes | Bóng đá                                                                     |
| Sân vận động Giuseppe Meazza (San Siro)                 | 80.018 (tối đa) 75.923 (sức chứa giới hạn) | Milan                        | Ý                                       | Châu Âu        | A. C. Milan, F.C. Internazionale Milano, Atalanta B. C. (only UCL 2019/20 matches)                                                                      | Bóng đá                                                                     |
| Sân vận động Olympic Quảng Đông                         | 80.012                                     | Quảng Châu, Quảng Đông       | Trung Quốc                              | Đông Á         | | Bóng đá, điền kinh                                                          |
| Sân vận động AT&T                                       | 80.000                                     | Arlington, Texas             | Hoa Kỳ                                  | Bắc Mỹ         | Dallas Cowboys, Cotton Bowl | Bóng bầu dục Mỹ                                                             |
| Sân vận động Quốc gia Bắc Kinh                          | 80.000                                     | Bắc Kinh                     | Trung Quốc                              | Đông Á         | | Điền kinh, bóng đá                                                          |
| Sân vận động 5 tháng 7 năm 1962                         | 80.000                                     | Algiers                      | Algeria                                 | Châu Phi       | MC Algiers | Bóng đá                                                                     |
| Sân vận động Martyrs                                    | 80.000                                     | Kinshasa                     | Cộng hòa Dân chủ Congo                  | Châu Phi       | Đội tuyển bóng đá quốc gia Cộng hòa Dân chủ Congo | Bóng đá                                                                     |
| Sân vận động Quốc gia                                   | 80.000                                     | Tokyo                        | Nhật Bản                                | Đông Á         | Đội tuyển bóng đá quốc gia Nhật Bản | Bóng đá, điền kinh, bóng bầu dục liên hiệp                                  |
| Sân vận động Công viên Thể thao Hàng Châu               | 80.000                                     | Hàng Châu                    | Trung Quốc                              | Đông Á         | | Bóng đá, điền kinh                                                          |
| Sân vận động Doak Campbell                              | 79.560                                     | Tallahassee, Florida         | Hoa Kỳ                                  | Bắc Mỹ         | Florida State Seminoles | Bóng bầu dục Mỹ                                                             |
| Sân vận động Maracanã                                   | 78.838                                     | Rio de Janeiro               | Brazil                                  | Nam Mỹ         | Flamengo, Fluminense, Đội tuyển bóng đá quốc gia Brazil                                                                                                 | Bóng đá                                                                     |
| Sân vận động Azadi                                      | 78.116                                     | Tehran                       | Iran                                    | Tây Á          | Đội tuyển bóng đá quốc gia Iran, Persepolis, Esteghlal                                                                                                  | Bóng đá                                                                     |
| Sân vận động Luzhniki                                   | 78.011                                     | Moscow                       | Nga                                     | Châu Âu        | Đội tuyển bóng đá quốc gia Nga | Bóng đá                                                                     |
| Đấu trường Tưởng niệm Los Angeles                       | 77.500                                     | Los Angeles                  | Hoa Kỳ                                  | Bắc Mỹ         | USC Trojans, | Bóng bầu dục Mỹ                                                             |
| Sân vận động Gelora Bung Karno                          | 77.193                                     | Jakarta                      | Indonesia                               | Đông Nam Á     | Đội tuyển bóng đá quốc gia Indonesia, Persija Jakarta                                                                                                   | Bóng đá, điền kinh                                                          |
| TIAA Bank Field                                         | 76.867                                     | Jacksonville, Florida        | Hoa Kỳ                                  | Bắc Mỹ         | Jacksonville Jaguars | Bóng bầu dục Mỹ                                                             |
| Sân vận động Arrowhead                                  | 76.412                                     | Kansas City, Missouri        | Hoa Kỳ                                  | Bắc Mỹ         | Kansas City Chiefs | Bóng bầu dục Mỹ                                                             |
| Sân vận động Donald W. Reynolds Razorback               | 76.212                                     | Fayetteville, Arkansas       | Hoa Kỳ                                  | Bắc Mỹ         | Arkansas Razorbacks | Bóng bầu dục Mỹ                                                             |
| Empower Field tại Mile High                             | 76.125                                     | Denver                       | Hoa Kỳ                                  | Bắc Mỹ         | Denver Broncos, Denver Outlaws | Bóng bầu dục Mỹ, lacrosse                                                   |
| Sân vận động Olympic Atatürk                            | 76.092                                     | Istanbul                     | Turkey                                  | Tây Á          | İstanbul Büyükşehir Belediyesi S.K. | Bóng đá, điền kinh                                                          |
| Old Trafford                                            | 75.639                                     | Manchester                   | Vương quốc Liên hiệp Anh và Bắc Ireland | Châu Âu        | Manchester United F.C. | Bóng đá, bóng bầu dục liên minh                                             |
| Sân vận động Spartan                                    | 75.025                                     | East Lansing, Michigan       | Hoa Kỳ                                  | Bắc Mỹ         | Michigan State Spartans | Bóng bầu dục Mỹ                                                             |
| Sân vận động Olympic Athens                             | 75.000                                     | Athens                       | Greece                                  | Châu Âu        | AEK Athens | Bóng đá, điền kinh                                                          |
| Allianz Arena                                           | 75.000                                     | Munich                       | Đức                                     | Châu Âu        | Bayern Munich | Bóng đá                                                                     |
| Sân vận động Jawaharlal Nehru                           | 60.000                                     | Kochi                        | Ấn Độ                                   | Nam Á          | FC Kochin, Kerala Blasters FC | Bóng đá                                                                     |
| Sân vận động Quốc tế Cairo                              | 75.000                                     | Cairo                        | Egypt                                   | Châu Phi       | Đội tuyển bóng đá quốc gia Ai Cập, El Ahly, El Zamalek                                                                                                  | Bóng đá                                                                     |
| Sân vận động Naghsh-e Jahan                             | 75.000                                     | Isfahan                      | Iran                                    | Tây Á          | Sepahan S.C. | Bóng đá                                                                     |
| Sân vận động Principality                               | 74.500                                     | Cardiff                      | United Kingdom                          | Châu Âu        | Đội tuyển rugby quốc gia Wales | Bóng bầu dục liên hiệp, bóng đá                                             |
| Sân vận động Olympic                                    | 74.228                                     | Berlin                       | Đức                                     | Châu Âu        | Hertha BSC Berlin | Bóng đá, điền kinh                                                          |
| New Era Field                                           | 73.967                                     | Orchard Park, New York       | Hoa Kỳ                                  | Bắc Mỹ         | Buffalo Bills | Bóng bầu dục Mỹ                                                             |
| Sân vận động Bank of America                            | 73.298                                     | Charlotte, North Carolina    | Hoa Kỳ                                  | Bắc Mỹ         | Carolina Panthers | Bóng bầu dục Mỹ                                                             |
| Mercedes-Benz Superdome                                 | 73.208                                     | New Orleans                  | Hoa Kỳ                                  | Bắc Mỹ         | New Orleans Saints | Bóng bầu dục Mỹ, bóng đá, bóng chày                                         |
| Sân vận động FirstEnergy                                | 73.200                                     | Cleveland                    | Hoa Kỳ                                  | Bắc Mỹ         | Cleveland Browns | Bóng bầu dục Mỹ                                                             |
| Sân vận động Quốc tế Yokohama                           | 72.327                                     | Yokohama                     | Nhật Bản                                | Đông Á         | Yokohama F. Marinos | Bóng đá                                                                     |
| Legion Field                                            | 72.000                                     | Birmingham, Alabama          | Hoa Kỳ                                  | Bắc Mỹ         | UAB Blazers | Bóng bầu dục Mỹ                                                             |
| Sân vận động NRG                                        | 71.500                                     | Houston                      | Hoa Kỳ                                  | Bắc Mỹ         | Houston Texans | Bóng bầu dục Mỹ                                                             |
| Sân vận động M&T Bank                                   | 71.008                                     | Baltimore                    | Hoa Kỳ                                  | Bắc Mỹ         | Baltimore Ravens | Bóng bầu dục Mỹ                                                             |
| Faurot Field                                            | 71.004                                     | Columbia, Missouri           | Hoa Kỳ                                  | Bắc Mỹ         | Missouri Tigers | Bóng bầu dục Mỹ                                                             |
| Sân vận động Mercedes-Benz                              | 77.430                                     | Atlanta                      | Hoa Kỳ                                  | Bắc Mỹ         | Atlanta Falcons, Atlanta United FC | Bóng bầu dục Mỹ, bóng đá                                                    |
| Sân vận động Olimpico                                   | 70.634                                     | Rome                         | Italy                                   | Châu Âu        | A.S. Roma, S.S. Lazio, Đội tuyển bóng bầu dục quốc gia Ý                                                                                                | Bóng đá, điền kinh                                                          |
| Sân vận động Kinnick                                    | 70.585                                     | Iowa City, Iowa              | Hoa Kỳ                                  | Bắc Mỹ         | Iowa Hawkeyes | Bóng bầu dục Mỹ                                                             |
| Sân vận động SDCCU                                      | 70.561                                     | San Diego                    | Hoa Kỳ                                  | Bắc Mỹ         | San Diego State Aztecs | Bóng bầu dục Mỹ, bóng chày                                                  |
| Sân vận động SoFi                                       | 70.240                                     | Inglewood                    | Hoa Kỳ                                  | Bắc Mỹ         | Los Angeles Rams, Los Angeles Chargers, tổ chức LA Bowl                                                                                                 | Bóng bầu dục Mỹ                                                             |
| Sân vận động Husky                                      | 70.138                                     | Seattle                      | Hoa Kỳ                                  | Bắc Mỹ         | Washington Huskies | Bóng bầu dục Mỹ                                                             |
| Sân vận động tượng đài Antonio Vespucio Liberti         | 70.074                                     | Buenos Aires                 | Argentina                               | Nam Mỹ         | Đội tuyển bóng đá quốc gia Argentina, River Plate | Bóng đá                                                                     |
| Sân vận động Nacional de Brasília                       | 70.064                                     | Brasília                     | Brazil                                  | Nam Mỹ         | Sociedade Esportiva do Gama* | Bóng đá                                                                     |
| Khu liên hợp thể thao quốc gia Olimpiyskiy              | 70.050                                     | Kiev                         | Ukraine                                 | Châu Âu        | FK Dynamo Kyiv | Bóng đá, điền kinh                                                          |
| Sân vận động Olympic Seoul                              | 69.950                                     | Seoul                        | Hàn Quốc                                | Đông Á         | Đội tuyển bóng đá quốc gia Hàn Quốc, Seoul E-Land FC | Điền kinh, bóng đá                                                          |
| Sân vận động Olympic München                            | 69.250                                     | Munich                       | Đức                                     | Châu Âu        | | Điền kinh                                                                   |
| Sân vận động Nissan                                     | 69.143                                     | Nashville, Tennessee         | Hoa Kỳ                                  | Bắc Mỹ         | Tennessee Titans, Tennessee State Tigers | Bóng bầu dục Mỹ                                                             |
| CenturyLink Field                                       | 68.740                                     | Seattle                      | Hoa Kỳ                                  | Bắc Mỹ         | Seattle Seahawks, Seattle Sounders FC, Seattle Dragons                                                                                                  | Bóng bầu dục Mỹ, bóng đá                                                    |
| Sân vận động quốc gia Baku                              | 69.870                                     | Baku                         | Azerbaijan                              | Tây Á          | Đội tuyển bóng đá quốc gia Azerbaijan | Bóng đá, điền kinh                                                          |
| Lincoln Financial Field                                 | 68.532                                     | Philadelphia                 | Hoa Kỳ                                  | Bắc Mỹ         | Philadelphia Eagles, Temple Owls | Bóng bầu dục Mỹ                                                             |
| Sân vận động Levi's                                     | 68.500                                     | Santa Clara, California      | Hoa Kỳ                                  | Bắc Mỹ         | San Francisco 49ers | Bóng bầu dục Mỹ                                                             |
| Heinz Field                                             | 68.400                                     | Pittsburgh                   | Hoa Kỳ                                  | Bắc Mỹ         | Pittsburgh Steelers, Pittsburgh Panthers | Bóng bầu dục Mỹ                                                             |
| Sân vận động Krestovsky                                 | 68.134                                     | Saint Petersburg             | Nga                                     | Châu Âu        | FC Zenit Saint Petersburg | Bóng đá                                                                     |
| Sân vận động Metropolitano                              | 67.703                                     | Madrid                       | Tây Ban Nha                             | Châu Âu        | Atlético Madrid | Bóng đá                                                                     |
| Sân vận động Vélodrome                                  | 67.344                                     | Marseille                    | Pháp                                    | Châu Âu        | Olympique de Marseille, RC Toulon* | Bóng đá, bóng bầu dục liên hiệp                                             |
| Puskás Aréna                                            | 67.215                                     | Budapest                     | Hungary                                 | Châu Âu        | Đội tuyển bóng đá quốc gia Hungary | Bóng đá                                                                     |
| Sân vận động Murrayfield                                | 67.144                                     | Edinburgh                    | Vương quốc Liên hiệp Anh và Bắc Ireland | Châu Âu        | Đội tuyển bóng bầu dục quốc gia Scotland* | Bóng bầu dục liên hiệp                                                      |
| Sân vận động Palaran                                    | 67.075                                     | Samarinda                    | Indonesia                               | Đông Nam Á     | | Điền kinh, bóng đá                                                          |
| Sân vận động Morumbi                                    | 67.052                                     | São Paulo                    | Brasil                                  | Nam Mỹ         | São Paulo FC | Bóng đá                                                                     |
| Sân vận động Quốc tế Nhà vua Fahd                       | 67.000                                     | Riyadh                       | Ả Rập Xê Út                             | Tây Á          | Al Nasr, Al-Hilal, Al Shabab | Bóng đá                                                                     |
| The Dome tại Trung tâm America                          | 66.965                                     | St. Louis                    | Hoa Kỳ                                  | Bắc Mỹ         | St. Louis BattleHawks | Bóng bầu dục Mỹ                                                             |
| Sân vận động Yadegar-e Emam                             | 66.833                                     | Tabriz                       | Iran                                    | Tây Á          | Tractor Sazi F.C. | Bóng đá                                                                     |
| Sân vận động World Cup Seoul                            | 66.806                                     | Seoul                        | Hàn Quốc                                | Đông Á         | Đội tuyển bóng đá quốc gia Hàn Quốc, FC Seoul | Bóng đá                                                                     |
| Sân vận động U.S. Bank                                  | 66.655                                     | Minneapolis                  | Hoa Kỳ                                  | Bắc Mỹ         | Minnesota Vikings | Bóng bầu dục Mỹ                                                             |
| Sân vận động Daegu                                      | 66.422                                     | Daegu                        | Hàn Quốc                                | Đông Á         | Daegu FC | Điền kinh, bóng đá                                                          |
| Eden Gardens                                            | 66.349                                     | Kolkata                      | Ấn Độ                                   | Nam Á          | Đội tuyển cricket quốc gia Ấn Độ, Đội cricket Bengal, Kolkata Knight Riders*                                                                            | Cricket                                                                     |
| Sân vận động Lane                                       | 66.233                                     | Blacksburg, Virginia         | Hoa Kỳ                                  | Bắc Mỹ         | Virginia Tech Hokies | Bóng bầu dục Mỹ                                                             |
| Sân vận động Luân Đôn                                   | 66.000                                     | London                       | Vương quốc Liên hiệp Anh và Bắc Ireland | Châu Âu        | West Ham United F.C., British Athletics | Điền kinh, bóng đá, cricket, bóng bầu dục liên hiệp, bóng bầu dục liên minh |
| Sân vận động Gillette                                   | 65.878                                     | Foxborough, Massachusetts    | Hoa Kỳ                                  | Bắc Mỹ         | New England Patriots, New England Revolution, UMass Minutemen*                                                                                          | Bóng bầu dục Mỹ, bóng đá                                                    |
| Sân vận động Sun Devil                                  | 65.870                                     | Tempe, Arizona               | Hoa Kỳ                                  | Bắc Mỹ         | Arizona State Sun Devils | Bóng bầu dục Mỹ                                                             |
| Sân vận động Raymond James                              | 65.847                                     | Tampa, Florida               | Hoa Kỳ                                  | Bắc Mỹ         | Tampa Bay Buccaneers, South Florida Bulls, Tampa Bay Vipers                                                                                             | Bóng bầu dục Mỹ                                                             |
| Sân vận động Paul Brown                                 | 65.535                                     | Cincinnati                   | Hoa Kỳ                                  | Bắc Mỹ         | Cincinnati Bengals | Bóng bầu dục Mỹ                                                             |
| Sân vận động Camping World                              | 65.438                                     | Orlando, Florida             | Hoa Kỳ                                  | Bắc Mỹ         | Jones High School, Orlando, multiple college football bowl games                                                                                        | Bóng bầu dục Mỹ                                                             |
| Sân vận động Hard Rock                                  | 65.326                                     | Miami Gardens, Florida       | Hoa Kỳ                                  | Bắc Mỹ         | Miami Dolphins, Miami Hurricanes | Bóng bầu dục Mỹ, bóng chày                                                  |
| Sân vận động Centenario                                 | 65.045                                     | Montevideo                   | Uruguay                                 | Nam Mỹ         | Đội tuyển bóng đá quốc gia Uruguay, Club Nacional de Football, Club Atlético Peñarol và các đội địa phương                                              | Bóng đá                                                                     |
| Sân vận động Allegiant                                  | 65.000                                     | Las Vegas                    | Hoa Kỳ                                  | Bắc Mỹ         | Las Vegas Raiders, UNLV Rebels, tổ chức Las Vegas Bowl                                                                                                  | Bóng bầu dục Mỹ                                                             |
| Sân vận động Mogadishu                                  | 65.000                                     | Mogadishu                    | Somalia                                 | Châu Phi       | Đội tuyển bóng đá quốc gia Somalia, Elman FC và các đội địa phương                                                                                      | Bóng đá                                                                     |
| Sân vận động Quốc tế Basra                              | 65.000                                     | Basra                        | Iraq                                    | Tây Á          | Đội tuyển bóng đá quốc gia Iraq | Bóng đá                                                                     |
| Foro Sol                                                | 65.000                                     | Mexico City                  | México                                  | Bắc Mỹ         | Autódromo Hermanos Rodriguez | Bóng chày                                                                   |
| Sân vận động Kamuzu                                     | 65.000                                     | Blantyre                     | Malawi                                  | Châu Phi       | Đội tuyển bóng đá quốc gia Malawi | Bóng đá                                                                     |
| Alamodome                                               | 65.000                                     | San Antonio                  | Hoa Kỳ                                  | Bắc Mỹ         | UTSA Roadrunners | Bóng bầu dục Mỹ, bóng chày                                                  |
| Ford Field                                              | 65.000                                     | Detroit                      | Hoa Kỳ                                  | Bắc Mỹ         | Detroit Lions | Bóng bầu dục Mỹ                                                             |
| Sân vận động Olympic Radès                              | 65.000                                     | Radès                        | Tunisia                                 | Châu Phi       | Đội tuyển bóng đá quốc gia Tunisia | Bóng đá                                                                     |
| Sân vận động Quốc tế Jaber Al-Ahmad                     | 65.000                                     | Thành phố Kuwait             | Kuwait                                  | Tây Á          | Đội tuyển bóng đá quốc gia Kuwait | Bóng đá                                                                     |
| Sân vận động 11 tháng 6                                 | 65.000                                     | Tripoli                      | Libya                                   | Châu Phi       | Đội tuyển bóng đá quốc gia Libya, Al-Ahly, Al-Ittihad, Al Madina Tripoli                                                                                | Bóng đá                                                                     |
| Sân vận động Ánh sáng                                   | 64.642                                     | Lisbon                       | Bồ Đào Nha                              | Châu Âu        | Benfica | Bóng đá                                                                     |
| Sân vận động Vaught–Hemingway                           | 64.038                                     | Oxford, Mississippi          | Hoa Kỳ                                  | Bắc Mỹ         | Ole Miss Rebels | Bóng bầu dục Mỹ                                                             |
| Sân vận động Công nhân                                  | 64.000                                     | Bắc Kinh                     | Trung Quốc                              | Đông Á         | Bắc Kinh Quốc An | Bóng đá                                                                     |
| Castelão                                                | 63.903                                     | Fortaleza                    | Brasil                                  | Nam Mỹ         | Ceará, Fortaleza | Bóng đá                                                                     |
| Sân vận động LaVell Edwards                             | 63.725                                     | Provo, Utah                  | Hoa Kỳ                                  | Bắc Mỹ         | Brigham Young University Cougars | Bóng bầu dục Mỹ                                                             |
| Sân vận động Saitama 2002                               | 63.700                                     | Saitama                      | Nhật Bản                                | Đông Á         | Urawa Red Diamonds | Bóng đá                                                                     |
| Sân vận động State Farm                                 | 63.400                                     | Glendale, Arizona            | Hoa Kỳ                                  | Bắc Mỹ         | Arizona Cardinals | Bóng bầu dục Mỹ                                                             |
| Sân vận động Tưởng niệm California                      | 63.186                                     | Berkeley, California         | Hoa Kỳ                                  | Bắc Mỹ         | California Golden Bears | Bóng bầu dục Mỹ                                                             |
| Sân vận động Olímpico Universitario                     | 63.186                                     | Mexico City                  | México                                  | Bắc Mỹ         | Club Universidad Nacional, Pumas Dorados de la UNAM | Bóng đá, Bóng bầu dục Mỹ                                                    |
| Đấu trường Quận Oakland–Alameda                         | 63.026                                     | Oakland, California          | Hoa Kỳ                                  | Bắc Mỹ         | Oakland Athletics | Bóng chày                                                                   |
| Sân vận động Lucas Oil                                  | 63.000                                     | Indianapolis                 | Hoa Kỳ                                  | Bắc Mỹ         | Indianapolis Colts, Indy Eleven, một số sự kiện bóng rổ nam NCAA                                                                                        | Bóng bầu dục Mỹ, bóng đá, bóng rổ                                           |
| Sân vận động Tưởng niệm Kenan                           | 62.980                                     | Chapel Hill, North Carolina  | Hoa Kỳ                                  | Bắc Mỹ         | North Carolina Tar Heels | Bóng bầu dục Mỹ                                                             |
| Sân vận động Tưởng niệm                                 | 60.670                                     | Champaign, Illinois          | Hoa Kỳ                                  | Bắc Mỹ         | Illinois Fighting Illini | Bóng bầu dục Mỹ                                                             |
| Sân vận động Ellis Park                                 | 62.567                                     | Johannesburg                 | Nam Phi                                 | Châu Phi       | Golden Lions, Lions, Orlando Pirates F.C. | Bóng bầu dục liên hiệp, bóng đá                                             |
| Sân vận động Ross–Ade                                   | 62.500                                     | West Lafayette, Indiana      | Hoa Kỳ                                  | Bắc Mỹ         | Purdue Boilermakers | Bóng bầu dục Mỹ                                                             |
| Arena AufSchalke                                        | 62.271                                     | Gelsenkirchen                | Đức                                     | Châu Âu        | FC Schalke 04 | Bóng đá                                                                     |
| Mineirão                                                | 62.170                                     | Belo Horizonte               | Brasil                                  | Nam Mỹ         | Clube Atlético Mineiro, Cruzeiro Esporte Clube, | Bóng đá                                                                     |
| Sân vận động Tottenham Hotspur                          | 62.303                                     | London                       | Vương quốc Liên hiệp Anh và Bắc Ireland | Châu Âu        | Tottenham Hotspur F.C. | Bóng đá                                                                     |
| Trung tâm Thể thao Ích Trung                            | 62.000                                     | Thanh Đảo, Sơn Đông          | Trung Quốc                              | Đông Á         | Qingdao Jonoon* | Bóng đá                                                                     |
| Sân vận động Trung tâm Thể thao Sơn Tây                 | 62.000                                     | Taiyuan, Sơn Tây             | Trung Quốc                              | Đông Á         | | Bóng đá, điền kinh                                                          |
| Sân vận động Jack Trice                                 | 61.500                                     | Ames, Iowa                   | Hoa Kỳ                                  | Bắc Mỹ         | Iowa State Cyclones | Bóng bầu dục Mỹ                                                             |
| Sân vận động Scott                                      | 61.500                                     | Charlottesville, Virginia    | Hoa Kỳ                                  | Bắc Mỹ         | Virginia Cavaliers | Bóng bầu dục Mỹ                                                             |
| Soldier Field                                           | 61.500                                     | Chicago                      | Hoa Kỳ                                  | Bắc Mỹ         | Chicago Bears | Bóng bầu dục Mỹ                                                             |
| Yale Bowl                                               | 61.446                                     | New Haven, Connecticut       | Hoa Kỳ                                  | Bắc Mỹ         | Yale Bulldogs | Bóng bầu dục Mỹ                                                             |
| Sân vận động Davis Wade                                 | 61.337                                     | Starkville, Mississippi      | Hoa Kỳ                                  | Bắc Mỹ         | Mississippi State Bulldogs | Bóng bầu dục Mỹ                                                             |
| Sân vận động Trung tâm Thể thao Đại Liên                | 61.000                                     | Đại Liên, Liêu Ninh          | Trung Quốc                              | Đông Á         | Dalian Professional F.C. | Bóng đá, điền kinh                                                          |
| Sân vận động Cardinal                                   | 61.000                                     | Louisville, Kentucky         | Hoa Kỳ                                  | Bắc Mỹ         | Louisville Cardinals | Bóng bầu dục Mỹ                                                             |
| Kroger Field                                            | 61.000                                     | Lexington, Kentucky          | Hoa Kỳ                                  | Bắc Mỹ         | Kentucky Wildcats | Bóng bầu dục Mỹ                                                             |
| Mercedes-Benz Arena                                     | 60.649                                     | Stuttgart                    | Đức                                     | Châu Âu        | VfB Stuttgart | Bóng đá                                                                     |
| Grêmio Arena                                            | 60.540                                     | Porto Alegre                 | Brasil                                  | Nam Mỹ         | Grêmio | Bóng đá                                                                     |
| Sân vận động Tưởng niệm Mississippi Veterans            | 60.492                                     | Jackson, Mississippi         | Hoa Kỳ                                  | Bắc Mỹ         | Jackson State Tigers | Bóng bầu dục Mỹ                                                             |
| Sân vận động Jones AT&T                                 | 60.454                                     | Lubbock, Texas               | Hoa Kỳ                                  | Bắc Mỹ         | Texas Tech Red Raiders | Bóng bầu dục Mỹ                                                             |
| Celtic Park                                             | 60.411                                     | Glasgow                      | Vương quốc Liên hiệp Anh và Bắc Ireland | Châu Âu        | Celtic | Bóng đá                                                                     |
| Sân vận động Emirates                                   | 60.338                                     | Luân Đôn                     | Vương quốc Liên hiệp Anh và Bắc Ireland | Châu Âu        | Arsenal | Bóng đá                                                                     |
| Trung tâm Thể thao Universiade Thâm Quyến               | 60.334                                     | Thâm Quyến                   | Trung Quốc                              | Đông Á         | | Điền kinh                                                                   |
| Sân vận động San Paolo                                  | 60.240                                     | Naples                       | Ý                                       | Châu Âu        | Napoli | Bóng đá                                                                     |
| Sân vận động Boone Pickens                              | 60.218                                     | Stillwater, Oklahoma         | Hoa Kỳ                                  | Bắc Mỹ         | Oklahoma State Cowboys | Bóng bầu dục Mỹ                                                             |
| Sân vận động Arruda                                     | 60.044                                     | Recife                       | Brasil                                  | Nam Mỹ         | Santa Cruz Futebol Clube | Bóng đá                                                                     |
| Sân vận động Jawaharlal Nehru                           | 60.000                                     | Delhi                        | Ấn Độ                                   | Nam Á          | Đội tuyển bóng đá quốc gia Ấn Độ* | Bóng đá, điền kinh                                                          |
| Thành phố Thể thao Nhà vua Abdullah                     | 60.000                                     | Jeddah                       | Ả Rập Xê Út                             | Tây Á          | Đội tuyển bóng đá quốc gia Ả Rập Xê Út* | Bóng đá                                                                     |
| Sân vận động Libertadores de América                    | 60.000                                     | Avellaneda                   | Argentina                               | Nam Mỹ         | Club Atlético Independiente | Bóng đá                                                                     |
| Sân vận động cricket Dr. Bhupen Hazarika                | 60.000                                     | Guwahati                     | Ấn Độ                                   | Nam Á          | Assam Cricket Association, Đội tuyển cricket quốc gia Ấn Độ                                                                                             | Cricket                                                                     |
| Sân vận động Monumental Virgen de Chapi                 | 60.000                                     | Arequipa                     | Peru                                    | Nam Mỹ         | FBC Melgar, Club IDUNSA | Bóng đá                                                                     |
| Mountaineer Field at Milan Puskar Stadium               | 60.000                                     | Morgantown, West Virginia    | Hoa Kỳ                                  | Bắc Mỹ         | West Virginia Mountaineers | Bóng bầu dục Mỹ                                                             |
| Sân vận động Anh hùng Quốc gia                          | 60.000                                     | Lusaka                       | Zambia                                  | Châu Phi       | Đội tuyển bóng đá quốc gia Zambia | Bóng đá                                                                     |
| Sân vận động Cần Thơ                                    | 60.000                                     | Cần Thơ                      | Việt Nam                                | Châu á         | Câu lạc bộ bóng đá Cần Thơ | Bóng đá                                                                     |
| Sân vận động Abuja                                      | 60.000                                     | Abuja                        | Nigeria                                 | Châu Phi       | Đội tuyển bóng đá quốc gia Nigeria | Bóng đá                                                                     |
| Sân vận động Lake Tanganyika                            | 60.000                                     | Kigoma                       | Tanzania                                | Châu Phi       | Reli FC* | Bóng đá                                                                     |
| Sân vận động Quốc gia Benjamin Mkapa                    | 60.000                                     | Dar es Salaam                | Tanzania                                | Châu Phi       | Đội tuyển bóng đá quốc gia Tanzania | Bóng đá                                                                     |
| Sân vận động Trung tâm Thể thao Olympic Thẩm Dương      | 60.000                                     | Thẩm Dương, Liêu Ninh        | Trung Quốc                              | Đông Á         | | Bóng đá, điền kinh                                                          |
| Sân vận động Leopold Senghor                            | 60.000                                     | Dakar                        | Sénégal                                 | Châu Phi       | Đội tuyển bóng đá quốc gia Sénégal, ASC Jeanne d'Arc | Bóng đá                                                                     |
| Trung tâm Thể thao Quốc tế Moi                          | 60.000                                     | Nairobi                      | Kenya                                   | Châu Phi       | Đội tuyển bóng đá quốc gia Kenya | Bóng đá                                                                     |
| Trung tâm Thể thao Olympic Nam Kinh                     | 60.000                                     | Nam Kinh, Giang Tô           | Trung Quốc                              | Đông Á         | Jiangsu Sainty F.C. | Bóng đá, điền kinh                                                          |
| Sân vận động Thể thao Quốc gia                          | 60.000                                     | Harare                       | Zimbabwe                                | Châu Phi       | Đội tuyển bóng đá quốc gia Zimbabwe | Bóng đá, điền kinh                                                          |
| Sân vận động Odi                                        | 60.000                                     | Mabopane                     | Nam Phi                                 | Châu Phi       | Garankuwa United | Bóng đá                                                                     |
| Sân vận động Thiên Hà                                   | 60.000                                     | Guangzhou, Quảng Đông        | Trung Quốc                              | Đông Á         | Guangzhou Evergrande F.C. | Bóng đá                                                                     |
| Sân vận động Trung tâm Olympic Thiên Tân                | 60.000                                     | Thiên Tân                    | Trung Quốc                              | Đông Á         | Tianjin Teda F.C. | Bóng đá                                                                     |
| Sân vận động Trung tâm Thể thao Ordos                   | 60.000                                     | Ordos                        | Trung Quốc                              | Đông Á         | | Điền kinh                                                                   |
| Sân vận động Trung tâm Vũ Hán                           | 60.000                                     | Vũ Hán, Hồ Bắc               | Trung Quốc                              | Đông Á         | Wuhan Zall F.C. | Bóng đá                                                                     |
| Sân vận động Thành phố Hohhot                           | 60.000                                     | Hohhot, Inner Mongolia       | Trung Quốc                              | Đông Á         | đội bóng đá địa phương | Bóng đá                                                                     |
| Sân vận động Trung tâm Thể thao Olympic Tế Nam          | 60.000                                     | Tế Nam, Sơn Đông             | Trung Quốc                              | Đông Á         | Shandong Luneng Taishan F.C. | Bóng đá, điền kinh                                                          |
| Sân vận động Trung tâm Thể thao Olympic Hợp Phì         | 60.000                                     | Hợp Phì, An Huy              | Trung Quốc                              | Đông Á         | đội bóng đá địa phương | Bóng đá, điền kinh                                                          |
| Sân vận động Trung tâm Thể thao Thành phố Cáp Nhĩ Tân   | 60.000                                     | Cáp Nhĩ Tân, Hắc Long Giang  | Trung Quốc                              | Đông Á         | đội bóng đá địa phương | Bóng đá, điền kinh                                                          |
| Sân vận động Trung tâm Thể thao Quảng Tây               | 60.000                                     | Nam Ninh, Quảng Tây          | Trung Quốc                              | Đông Á         | đội bóng đá địa phương | Bóng đá, điền kinh                                                          |
| Sân vận động Optus                                      | 61.266                                     | Perth                        | Úc                                      | Châu Đại Dương | Fremantle FC, West Coast Eagles, Australia Wallabies*, Perth Scorchers, Australia national cricket team*                                                | Bóng bầu dục Úc, bóng bầu dục liên hiệp, cricket                            |
| Sân vận động Trung tâm Thế vận hội Haixia               | 59.562                                     | Fuzhou                       | Trung Quốc                              | Đông Á         | | Điền kinh                                                                   |
| Sân vận động Tưởng niệm Liberty Bowl                    | 59.308                                     | Memphis, Tennessee           | Hoa Kỳ                                  | Bắc Mỹ         | Memphis Tigers | Bóng bầu dục Mỹ                                                             |
| Sân vận động tượng đài Isidro Romero Carbo              | 59.283                                     | Guayaquil                    | Ecuador                                 | Nam Mỹ         | Barcelona Sporting Club | Bóng đá                                                                     |
| Parc Olympique Lyonnais                                 | 59.186                                     | Décines-Charpieu             | Pháp                                    | Châu Âu        | Olympique Lyonnais | Bóng đá                                                                     |
| Trung tâm Thể thao Olympic Trùng Khánh                  | 58.680                                     | Trùng Khánh                  | Trung Quốc                              | Đông Á         | Chongqing F.C. | Bóng đá                                                                     |
| Sân vận động Quốc gia                                   | 58.580                                     | Warsawa                      | Ba Lan                                  | Châu Âu        | Đội tuyển bóng đá quốc gia Ba Lan | Bóng đá                                                                     |
| Sân vận động Cape Town                                  | 58.309                                     | Cape Town                    | RSA                                     | Châu Phi       | Ajax Cape Town | Bóng đá                                                                     |
| Sân vận động San Nicola                                 | 58.248                                     | Bari                         | Ý                                       | Châu Âu        | A.S. Bari | Bóng đá                                                                     |
| Sân vận động Arizona                                    | 57.803                                     | Tucson, Arizona              | Hoa Kỳ                                  | Bắc Mỹ         | Arizona Wildcats | Bóng bầu dục Mỹ                                                             |
| Sân vận động La Cartuja                                 | 57.619                                     | Seville                      | Tây Ban Nha                             | Châu Âu        | Đội tuyển bóng đá quốc gia Tây Ban Nha* | Bóng đá                                                                     |
| Sân vận động Carter–Finley                              | 57.583                                     | Raleigh, North Carolina      | Hoa Kỳ                                  | Bắc Mỹ         | NC State Wolfpack | Bóng bầu dục Mỹ                                                             |
| Volksparkstadion                                        | 57.030                                     | Hamburg                      | Đức                                     | Châu Âu        | Hamburger SV | Bóng đá                                                                     |
| Sân vận động Mario Alberto Kempes                       | 57.000                                     | Córdoba                      | Argentina                               | Nam Mỹ         | | Bóng đá                                                                     |
| Sân vận động Thượng Hải                                 | 56.842                                     | Thượng Hải                   | Trung Quốc                              | Đông Á         | Shanghai East Asia F.C. | Bóng đá                                                                     |
| Sân vận động Jalisco                                    | 56.713                                     | Guadalajara                  | México                                  | Bắc Mỹ         | Club Atlas, Leones Negros de la Universidad de Guadalajara, Club Deportivo Oro                                                                          | Bóng đá                                                                     |
| Benito Villamarín                                       | 60.721                                     | Seville                      | Tây Ban Nha                             | Châu Âu        | Real Betis | Bóng đá                                                                     |
| Sân vận động Marvel                                     | 56.347                                     | Melbourne                    | Úc                                      | Châu Đại Dương | Western Bulldogs, St Kilda FC, Carlton FC, Essendon FC, North Melbourne FC, Melbourne Renegades                                                         | Bóng bầu dục Úc, cricket, bóng đá                                           |
| Sân vận động Commonwealth                               | 56.302                                     | Edmonton                     | Canada                                  | Bắc Mỹ         | Edmonton Eskimos, FC Edmonton* | Bóng bầu dục Canada, bóng đá, bóng bầu dục liên hiệp, điền kinh             |
| Sân vận động Olympic                                    | 56.040                                     | Montreal                     | Canada                                  | Bắc Mỹ         | Montreal Alouettes*, Montreal Impact* | Bóng bầu dục Canada, bóng chày, bóng đá                                     |
| Sân vận động Beira-Rio                                  | 56.000                                     | Porto Alegre                 | Brasil                                  | Nam Mỹ         | Sport Club Internacional | Bóng đá                                                                     |
| Sân vận động Puskás Ferenc                              | 56.000                                     | Budapest                     | Hungary                                 | Châu Âu        | Đội tuyển bóng đá quốc gia Hungary | Bóng đá                                                                     |
| Sân vận động Dodger                                     | 56.000                                     | Los Angeles                  | Hoa Kỳ                                  | Bắc Mỹ         | Los Angeles Dodgers | Bóng chày                                                                   |
| Sân vận động Strahov                                    | 56.000                                     | Prague                       | Czech Republic                          | Châu Âu        | AC Sparta Praha* | Bóng đá                                                                     |
| Sân vận động Olímpic Lluís Companys                     | 55.926                                     | Barcelona                    | Tây Ban Nha                             | Châu Âu        | | Điền kinh                                                                   |
| Arena Națională                                         | 55.634                                     | Bucharest                    | Romania                                 | Châu Âu        | Đội tuyển bóng đá quốc gia România | Bóng đá                                                                     |
| Sân vận động Municipal Corporation                      | 55.575                                     | Kozhikode                    | Ấn Độ                                   | Nam Á          | Viva Kerala | Bóng đá, cricket                                                            |
| Sân vận động Crvena Zvezda                              | 55.538                                     | Belgrade                     | Serbia                                  | Châu Âu        | Red Star Belgrade | Bóng đá                                                                     |
| Sân vận động La Casa Blanca                             | 55.400                                     | Quito                        | Ecuador                                 | Nam Mỹ         | Liga Deportiva Universitaria | Bóng đá                                                                     |
| Sân vận động Silesian                                   | 55.211                                     | Chorzów                      | Ba Lan                                  | Châu Âu        | Đội tuyển bóng đá quốc gia Ba Lan | Bóng đá, speedway, điền kinh                                                |
| Sân vận động Etihad                                     | 55.097                                     | Manchester                   | Vương quốc Liên hiệp Anh và Bắc Ireland | Châu Âu        | Manchester City F.C. | Bóng đá                                                                     |
| Philippine Arena                                        | 55.000                                     | Ciudad de Victoria           | Philippines                             | Đông Nam Á     | None | Bóng rổ                                                                     |
| Sân vận động Gelora Bung Tomo                           | 55.000                                     | Surabaya                     | Indonesia                               | Đông Nam Á     | Persebaya Surabaya | Bóng đá, điền kinh                                                          |
| Sân vận động DY Patil                                   | 55.000                                     | Navi Mumbai                  | Ấn Độ                                   | Nam Á          | Mumbai Indians* | Cricket                                                                     |
| Sân vận động Quốc tế Greenfield                         | 55.000                                     | Thiruvananthapuram           | Ấn Độ                                   | Nam Á          | Đội tuyển cricket quốc gia Ấn Độ, đội cricket Kerala | Cricket và bóng đá                                                          |
| Sân vận động Quốc gia Singapore                         | 55.000                                     | Singapore                    | Singapore                               | Đông Nam Á     | Đội tuyển bóng đá quốc gia Singapore | Bóng đá, rugby, cricket, điền kinh                                          |
| Sân vận động Cricket Quốc tế Rajiv Gandhi               | 55.000                                     | Hyderabad                    | Ấn Độ                                   | Nam Á          | Đội cricket Hyderabad, Sunrisers Hyderabad | Cricket                                                                     |
| Sân vận động Bobby Dodd                                 | 55.000                                     | Atlanta                      | Hoa Kỳ                                  | Bắc Mỹ         | Georgia Tech Yellow Jackets | Bóng bầu dục Mỹ                                                             |
| Sân vận động Latinoamericano                            | 55.000                                     | Havana                       | Cuba                                    | Nam Mỹ         | Industriales, Metropolitanos | Bóng chày                                                                   |
| Sân vận động Helong                                     | 55.000                                     | Trường Sa, Hồ Nam            | Trung Quốc                              | Đông Á         | Hunan Billows F.C. (Hunan Xiangtao) | Bóng đá                                                                     |
| Feroz Shah Kotla Ground                                 | 55.000                                     | Delhi                        | Ấn Độ                                   | Nam Á          | đội cricket Delhi, Delhi Daredevils | Cricket                                                                     |
| Sân vận động Semple                                     | 55.000                                     | Thurles                      | Ireland                                 | Châu Âu        | Tipperary GAA | Hurling, Gaelic                                                             |
| Sân vận động Quốc gia                                   | 55.000                                     | Cao Hùng                     | Đài Loan                                | Đông Á         | | Bóng đá                                                                     |
| Trung tâm Cricket Quốc tế MCA Pune                      | 55.000                                     | Pune                         | Ấn Độ                                   | Nam Á          | Maharashtra Cricket Association | Cricket                                                                     |
| Sân vận động Plovdiv                                    | 55.000                                     | Plovdiv                      | Bulgaria                                | Châu Âu        | các đội bóng trẻ | Bóng đá, điền kinh                                                          |
| Johan Cruyff Arena                                      | 54.990                                     | Amsterdam                    | Hà Lan                                  | Châu Âu        | Ajax Amsterdam | Bóng đá                                                                     |
| Esprit Arena                                            | 54.600                                     | Düsseldorf                   | Đức                                     | Châu Âu        | Fortuna Düsseldorf | Bóng đá                                                                     |
| Sân vận động Boris Paichadze                            | 54.549                                     | Tbilisi                      | Gruzia                                  | Tây Á          | FC Dinamo Tbilisi, Đội tuyển bóng đá quốc gia Gruzia, Đội tuyển bóng bầu dục quốc gia Gruzia                                                            | Bóng đá, bóng bầu dục liên hiệp                                             |
| Friends Arena                                           | 54.329                                     | Solna                        | Thụy Điển                               | Châu Âu        | AIK, Đội tuyển bóng đá quốc gia Thụy Điển | Bóng đá                                                                     |
| BC Place                                                | 54.320                                     | Vancouver                    | Canada                                  | Bắc Mỹ         | BC Lions, Vancouver Whitecaps FC | Bóng bầu dục Canada, bóng đá                                                |
| Sân vận động Hrazdan                                    | 54.208                                     | Yerevan                      | Armenia                                 | Tây Á          | Đội tuyển bóng đá quốc gia Armenia | Bóng đá                                                                     |
| Sân vận động Tưởng niệm Chiến tranh                     | 54.120                                     | Little Rock, Arkansas        | Hoa Kỳ                                  | Bắc Mỹ         | Arkansas Razorbacks* | Bóng bầu dục Mỹ                                                             |
| Anfield                                                 | 54.074                                     | Liverpool                    | Vương quốc Liên hiệp Anh và Bắc Ireland | Châu Âu        | Liverpool F.C. | Bóng đá                                                                     |
| Borussia-Park                                           | 54.067                                     | Mönchengladbach              | Đức                                     | Châu Âu        | Borussia Mönchengladbach | Bóng đá                                                                     |
| Trung tâm Rogers                                        | 54.000                                     | Toronto                      | Canada                                  | Bắc Mỹ         | Toronto Blue Jays | Bóng chày                                                                   |
| Sân vận động Moses Mabhida                              | 54.000                                     | Durban                       | Nam Phi                                 | Châu Phi       | | Bóng đá                                                                     |
| Sân vận động Autzen                                     | 54.000                                     | Eugene, Oregon               | Hoa Kỳ                                  | Bắc Mỹ         | Oregon Ducks | Bóng bầu dục Mỹ                                                             |
| Sân vận động M. A. Chidambaram                          | 54.000                                     | Chennai                      | Ấn Độ                                   | Nam Á          | Tamil Nadu cricket team, Chennai Super Kings | Cricket                                                                     |
| Sân vận động chính Asiad Busan                          | 53.864                                     | Busan                        | Hàn Quốc                                | Đông Á         | Busan IPark | Bóng đá                                                                     |
| Folsom Field                                            | 53.750                                     | Boulder, Colorado            | Hoa Kỳ                                  | Bắc Mỹ         | Colorado Buffaloes | Bóng bầu dục Mỹ                                                             |
| Sân vận động thành phố La Plata                         | 53.600                                     | La Plata                     | Argentina                               | Nam Mỹ         | Club de Gimnasia y Esgrima La Plata, Estudiantes de La Plata                                                                                            | Bóng đá                                                                     |
| Adelaide Oval                                           | 53.583                                     | Adelaide                     | Úc                                      | Châu Đại Dương | Australia national cricket team*, Southern Redbacks, Adelaide Strikers, Adelaide Crows, Port Adelaide Power                                             | Cricket, Bóng bầu dục Úc                                                    |
| Sân vận động BBVA Bancomer                              | 53.500                                     | Monterrey                    | México                                  | Bắc Mỹ         | C.F. Monterrey | Bóng đá                                                                     |
| Sân vận động Cuscatlán                                  | 53.400                                     | San Salvador                 | El Salvador                             | Bắc Mỹ         | Alianza F.C., Đội tuyển bóng đá quốc gia El Salvador | Bóng đá                                                                     |
| Sân vận động Parque do Sabiá                            | 53.350                                     | Uberlândia                   | Brasil                                  | Nam Mỹ         | Uberlândia Esporte Clube | Bóng đá                                                                     |
| San Mamés                                               | 53.332                                     | Bilbao                       | Tây Ban Nha                             | Châu Âu        | Athletic Bilbao | Bóng đá                                                                     |
| Sân vận động Quốc tế Aleppo                             | 53.200                                     | Aleppo                       | Syria                                   | Tây Á          | Al-Ittihad | Bóng đá                                                                     |
| Sân vận động Ernst Happel                               | 53.008                                     | Viên                         | Áo                                      | Châu Âu        | Đội tuyển bóng đá quốc gia Áo, FK Austria Wien*, SK Rapid Wien*                                                                                         | Bóng đá                                                                     |
| Sân vận động Tưởng niệm                                 | 52.692                                     | Bloomington, Indiana         | Hoa Kỳ                                  | Bắc Mỹ         | Indiana Hoosiers | Bóng bầu dục Mỹ                                                             |
| Sân vận động Türk Telekom                               | 52.652                                     | Istanbul                     | Thổ Nhĩ Kỳ                              | Tây Á          | Galatasaray S.K. | Bóng đá                                                                     |
| Franklin Field                                          | 52.593                                     | Philadelphia                 | Hoa Kỳ                                  | Bắc Mỹ         | Penn Quakers | Bóng bầu dục Mỹ, điền kinh                                                  |
| Sân vận động Şükrü Saracoğlu                            | 52.530                                     | Istanbul                     | Thổ Nhĩ Kỳ                              | Tây Á          | Fenerbahçe S.K. | Bóng đá                                                                     |
| Donbass Arena                                           | 52.518                                     | Donetsk                      | Ukraine                                 | Châu Âu        | Shaktar Donetsk | Bóng đá                                                                     |
| Lang Park                                               | 52.500                                     | Brisbane                     | Úc                                      | Châu Đại Dương | Queensland Maroons, Brisbane Broncos, Queensland Reds, Brisbane Roar FC, Australia Kangaroos*, Australia Wallabies*, Australia Socceroos*               | Bóng bầu dục liên minh, bóng bầu dục liên hiệp, bóng đá                     |
| Sân vận động Falcon                                     | 52.480                                     | Colorado Springs, Colorado   | Hoa Kỳ                                  | Bắc Mỹ         | Air Force Falcons | Bóng bầu dục Mỹ                                                             |
| Sân vận động Mestalla                                   | 52.469                                     | Valencia                     | Tây Ban Nha                             | Châu Âu        | Valencia CF | Bóng đá                                                                     |
| Sân vận động High Point Solutions                       | 52.454                                     | Piscataway, New Jersey       | Hoa Kỳ                                  | Bắc Mỹ         | Rutgers Scarlet Knights | Bóng bầu dục Mỹ, bóng đá, lacrosse                                          |
| St James' Park                                          | 52.387                                     | Newcastle upon Tyne          | Vương quốc Liên hiệp Anh và Bắc Ireland | Châu Âu        | Newcastle United F.C. | Bóng đá                                                                     |
| Sân vận động Yankee                                     | 54.251                                     | New York City                | Hoa Kỳ                                  | Bắc Mỹ         | New York Yankees, New York City FC | Bóng chày, bóng đá                                                          |
| Sân vận động Bóng đá Bill Snyder Family                 | 52.200                                     | Manhattan, Kansas            | Hoa Kỳ                                  | Bắc Mỹ         | Kansas State Wildcats | Bóng bầu dục Mỹ                                                             |
| Sân vận động Thể thao Hoài Nam                          | 52.080                                     | Hoài Nam, An Huy             | Trung Quốc                              | Đông Á         | đội bóng đá địa phương | Bóng đá                                                                     |
| Sân vận động Jonsson Kings Park                         | 52.000                                     | Durban                       | Nam Phi                                 | Châu Phi       | Sharks, Bản mẫu:Rut Sharks (Currie Cup), Golden Arrows, AmaZulu                                                                                         | Bóng bầu dục liên hiệp, bóng đá                                             |
| Sân vận động Dragão                                     | 52.000                                     | Porto                        | Bồ Đào Nha                              | Châu Âu        | FC Porto | Bóng đá                                                                     |
| Sân vận động Moulay Abdellah                            | 52.000                                     | Rabat                        | Maroc                                   | Châu Phi       | FAR Rabat | Bóng đá                                                                     |
| Sân vận động Monumental de Maturín                      | 52.000                                     | Maturín                      | Venezuela                               | Nam Mỹ         | Monagas Sport Club | Bóng đá                                                                     |
| Sân vận động Ahmadou Ahidjo                             | 52.000                                     | Yaoundé                      | Cameroon                                | Châu Phi       | Tonnerre Yaoundé, Cameroon Đội tuyển bóng đá quốc gia                                                                                                   | Bóng đá                                                                     |
| Trung tâm Thể thao Olympic Quý Dương                    | 52.000                                     | Quý Dương, Quý Châu          | Trung Quốc                              | Đông Á         | Guizhou Renhe F.C. | Bóng đá                                                                     |
| Hampden Park                                            | 51.866                                     | Glasgow                      | Vương quốc Liên hiệp Anh và Bắc Ireland | Châu Âu        | Scotland Đội tuyển bóng đá quốc gia, Queen's Park F.C.                                                                                                  | Bóng đá                                                                     |
| Sân vận động Maryland                                   | 51.802                                     | College Park, Maryland       | Hoa Kỳ                                  | Bắc Mỹ         | Maryland Terrapins | Bóng bầu dục Mỹ, lacrosse                                                   |
| Sân vận động Loftus Versfeld                            | 51.762                                     | Pretoria                     | Nam Phi                                 | Châu Phi       | Bulls, Blue Bulls, Đội tuyển rugby quốc gia Nam Phi*, Supersport United FC*                                                                             | Bóng bầu dục liên hiệp, cricket, bóng đá                                    |
| Sân vận động Aviva                                      | 51.700                                     | Dublin                       | Ireland                                 | Châu Âu        | Đội tuyển bóng bầu dục quốc gia Ireland, Đội tuyển bóng đá quốc gia Cộng hòa Ireland                                                                    | Bóng bầu dục liên hiệp, bóng đá                                             |
| De Kuip (chính thức: Stadion Feijenoord)                | 51.577                                     | Rotterdam                    | Hà Lan                                  | Châu Âu        | Feyenoord | Bóng đá                                                                     |
| Commerzbank-Arena                                       | 51.500                                     | Frankfurt                    | Đức                                     | Châu Âu        | Eintracht Frankfurt | Bóng đá                                                                     |
| Sân vận động Thể thao Kumasi                            | 51.500                                     | Kumasi                       | Ghana                                   | Châu Phi       | Asante Kotoko, King Faisal Babes | Bóng đá                                                                     |
| Sân vận động Sun Bowl                                   | 51.500                                     | El Paso, Texas               | Hoa Kỳ                                  | Bắc Mỹ         | UTEP Miners football | Bóng bầu dục Mỹ                                                             |
| Sân vận động Juan Domingo Perón                         | 51.389                                     | Avellaneda                   | Argentina                               | Nam Mỹ         | Racing Club de Avellaneda | Bóng đá                                                                     |
| Sân vận động Shizuoka                                   | 51.349                                     | Fukuroi                      | Nhật Bản                                | Đông Á         | Júbilo Iwata*, Shimizu S-Pulse* | Bóng đá                                                                     |
| Sân vận động İzmir Atatürk                              | 51.295                                     | Izmir                        | Thổ Nhĩ Kỳ                              | Tây Á          | Altay S.K.*, Göztepe SK,.* | Bóng đá                                                                     |
| Sân vận động Huanglong                                  | 51.139                                     | Hàng Châu, Chiết Giang       | Trung Quốc                              | Đông Á         | Hangzhou Greentown F.C. | Bóng đá                                                                     |
| Sân vận động Newlands                                   | 51.100                                     | Cape Town                    | Nam Phi                                 | Châu Phi       | Stormers, Western Province, Đội tuyển rugby quốc gia Nam Phi*, Santos F.C.                                                                              | Bóng bầu dục liên hiệp, bóng đá                                             |
| Sân vận động Tỉnh Thiểm Tây                             | 51.000                                     | Tây An, Thiểm Tây            | Trung Quốc                              | Đông Á         | đội bóng đá địa phương | Bóng đá                                                                     |
| Sân vận động Dowdy–Ficklen                              | 51.000                                     | Greenville, North Carolina   | Hoa Kỳ                                  | Bắc Mỹ         | East Carolina University Pirates | Bóng bầu dục Mỹ                                                             |
| Sân vận động Độc lập                                    | 50.832                                     | Shreveport, Louisiana        | Hoa Kỳ                                  | Bắc Mỹ         | Independence Bowl | Bóng bầu dục Mỹ                                                             |
| Sân vận động Ibrox                                      | 50.817                                     | Glasgow                      | Vương quốc Liên hiệp Anh và Bắc Ireland | Châu Âu        | Rangers F.C. | Bóng đá                                                                     |
| Sân vận động TCF Bank                                   | 50.805                                     | Minneapolis                  | Hoa Kỳ                                  | Bắc Mỹ         | Minnesota Golden Gophers | Bóng bầu dục Mỹ                                                             |
| Sân vận động José Alvalade                              | 50.466                                     | Lisbon                       | Bồ Đào Nha                              | Châu Âu        | Sporting Clube de Portugal | Bóng đá                                                                     |
| Coors Field                                             | 50.445                                     | Denver, Colorado             | Hoa Kỳ                                  | Bắc Mỹ         | Colorado Rockies | Bóng chày                                                                   |
| Sân vận động Incheon Munhak                             | 50.256                                     | Incheon                      | Hàn Quốc                                | Đông Á         | Incheon Korail | Bóng đá                                                                     |
| Sân vận động Pierre-Mauroy                              | 50.186                                     | Villeneuve d'Ascq            | Pháp                                    | Châu Âu        | Lille OSC | Bóng đá                                                                     |
| Sân vận động Nhà vua Baudouin                           | 50.122                                     | Brussels                     | Bỉ                                      | Châu Âu        | Đội tuyển bóng đá quốc gia Bỉ | Bóng đá, điền kinh                                                          |
| Sân vận động Ajinomoto                                  | 50.100                                     | Chofu                        | Nhật Bản                                | Đông Á         | F.C. Tokyo, Tokyo Verdy | Bóng đá                                                                     |
| Sân vận động Tưởng niệm David Booth Kansas              | 50.071                                     | Lawrence, Kansas             | Hoa Kỳ                                  | Bắc Mỹ         | Kansas Jayhawks | Bóng bầu dục Mỹ                                                             |
| Arena Fonte Nova                                        | 50.000                                     | Salvador                     | Brasil                                  | Nam Mỹ         | | Bóng đá                                                                     |
| Sân vận động 19 tháng 5 năm 1956                        | 50.000                                     | Annaba                       | Algérie                                 | Châu Phi       | USM Annaba | Bóng đá                                                                     |
| Za Lužánkami                                            | 50.000                                     | Brno                         | Czech Republic                          | Châu Âu        | Brno | Bóng đá                                                                     |
| Sân vận động Cricket Quốc tế JSCA                       | 50.000                                     | Ranchi                       | Ấn Độ                                   | Nam Á          | Đội tuyển cricket quốc gia Ấn Độ, Đội cricket Jharkhand                                                                                                 | Cricket                                                                     |
| Sân vận động Cricket Quốc tế Ekana                      | 50.000                                     | Lucknow                      | Ấn Độ                                   | Nam Á          | Lucknow | UP Cricket Association                                                      |
| Sân vận động Kim Nhật Thành                             | 50.000                                     | Pyongyang                    | North Korea                             | Đông Á         | Pyongyang City Sports Group | Bóng đá                                                                     |
| Sân vận động Aloha                                      | 50.000                                     | Honolulu, Hawaii             | Hoa Kỳ                                  | Bắc Mỹ         | Hawaiʻi Warriors | Bóng bầu dục Mỹ, bóng chày                                                  |
| Sân vận động Charles Mopeli                             | 50.000                                     | Phuthaditjhaba               | Nam Phi                                 | Châu Phi       | Free State Stars* | Bóng đá                                                                     |
| Eden Park                                               | 50.000                                     | Auckland                     | New Zealand                             | Châu Đại Dương | Auckland Blues, Đội tuyển bóng bầu dục quốc gia New Zealand*, Auckland Aces*, Đội tuyển cricket quốc gia New Zealand*                                   | Bóng bầu dục liên hiệp, cricket                                             |
| Hiroshima Big Arch                                      | 50.000                                     | Hiroshima                    | Nhật Bản                                | Đông Á         | Sanfrecce Hiroshima | Bóng đá                                                                     |
| Sân vận động Nhân dân Jilin                             | 50.000                                     | Jilin City, Cát Lâm          | Trung Quốc                              | Đông Á         | đội bóng đá địa phương | Bóng đá                                                                     |
| Sân vận động Quốc tế Khalifa                            | 50.000                                     | Doha                         | Qatar                                   | Tây Á          | Đội tuyển bóng đá quốc gia Qatar | Bóng đá                                                                     |
| Sân vận động Nagai                                      | 50.000                                     | Osaka                        | Nhật Bản                                | Đông Á         | Cerezo Osaka | Bóng đá, điền kinh                                                          |
| Sân vận động Olympic Quốc gia Phnôm Pênh                | 50.000                                     | Phnôm Pênh                   | Campuchia                               | Đông Nam Á     | Khemara | Bóng đá                                                                     |
| Sân vận động 26 tháng 3                                 | 50.000                                     | Bamako                       | Mali                                    | Châu Phi       | Stade Malien | Bóng đá                                                                     |
| Sân vận động Stanford                                   | 50.000                                     | Stanford, California         | Hoa Kỳ                                  | Bắc Mỹ         | Stanford Cardinal | Bóng bầu dục Mỹ                                                             |
| Sân vận động Sultan Mizan Zainal Abidin                 | 50.000                                     | Kuala Terengganu             | Malaysia                                | Đông Nam Á     | Terengganu FA* | Bóng đá, điền kinh                                                          |
| Sân vận động Pars                                       | 50.000                                     | Shiraz                       | Iran                                    | Tây Á          | | Bóng đá                                                                     |
| Sân vận động Tỉnh Hà Nam                                | 50.000                                     | Trịnh Châu, Hà Nam           | Trung Quốc                              | Đông Á         | đội bóng đá địa phương | Bóng đá                                                                     |
| Trung tâm Thể thao Tân Cương                            | 50.000                                     | Ürümqi, Xinjiang             | Trung Quốc                              | Đông Á         | đội bóng đá địa phương | Bóng đá                                                                     |
| Sân vận động Nhân dân Yanji                             | 50.000                                     | Yanji, Cát Lâm               | Trung Quốc                              | Đông Á         | đội bóng đá địa phương | Bóng đá                                                                     |
| Sân vận động 11 tháng 11                                | 50.000                                     | Luanda                       | Angola                                  | Châu Phi       | | Bóng đá                                                                     |
| Red Bull Arena                                          | 50.000                                     | Leipzig                      | Đức                                     | Châu Âu        | RB Leipzig | Bóng đá                                                                     |
| Sân vận động Đại học Thành phố Quảng Châu               | 50.000                                     | Quảng Châu, Quảng Đông       | Trung Quốc                              | Đông Á         | đội bóng đá địa phương | Bóng đá                                                                     |
| Trung tâm Thể thao Olympic Giang Tây                    | 50.000                                     | Nam Xương, Giang Tây         | Trung Quốc                              | Đông Á         | đội bóng đá địa phương | Bóng đá, điền kinh                                                          |
| Sân vận động Cricket Quốc tế Shaheed Veer Narayan Singh | 50.000                                     | Raipur                       | Ấn Độ                                   | Nam Á          | đội địa phương | Cricket                                                                     |
| Sân vận động RheinEnergie                               | 49.968                                     | Cologne                      | Đức                                     | Châu Âu        | 1. FC Köln | Bóng đá                                                                     |
| Gaelic Grounds                                          | 49.866                                     | Limerick                     | Ireland                                 | Châu Âu        | Limerick GAA | Hurling, Gaelic                                                             |
| Sân vận động Omnilife                                   | 49.850                                     | Zapopan                      | México                                  | Bắc Mỹ         | Club Deportivo Guadalajara | Bóng đá                                                                     |
| Sân vận động Fritz Walter                               | 49.780                                     | Kaiserslautern               | Đức                                     | Châu Âu        | 1. FC Kaiserslautern | Bóng đá                                                                     |
| Sân vận động Rajamangala                                | 49.722                                     | Bangkok                      | Thái Lan                                | Đông Nam Á     | Đội tuyển bóng đá quốc gia Thái Lan | Bóng đá                                                                     |
| Sydney Cricket Ground                                   | 48.000                                     | Sydney                       | Úc                                      | Châu Đại Dương | Australia national cricket team*, Sydney Roosters, New South Wales Blues (cricket), Sydney 6ers, Sydney Swans, Sydney FC                                | Cricket, Bóng bầu dục Úc, bóng bầu dục liên minh, Bóng đá                   |
| Sân vận động José Amalfitani                            | 49.540                                     | Buenos Aires                 | Argentina                               | Nam Mỹ         | Club Atlético Vélez Sarsfield, Argentina national rugby union team*, Jaguares                                                                           | Bóng đá, bóng bầu dục liên hiệp                                             |
| Sân vận động Thành phố Thể thao Camille Chamoun         | 49.500                                     | Beirut                       | Liban                                   | Tây Á          | Đội tuyển bóng đá quốc gia Liban | Bóng đá                                                                     |
| Ryan Field                                              | 49.256                                     | Evanston, Illinois           | Hoa Kỳ                                  | Bắc Mỹ         | Northwestern Wildcats | Bóng bầu dục Mỹ                                                             |
| Carrier Dome                                            | 49.250                                     | Syracuse, New York           | Hoa Kỳ                                  | Bắc Mỹ         | Syracuse Orange, Đội bóng rổ nam Syracuse Orange, Đội lacrosse nam Syracuse Orange, Đội bóng rổ nữ Syracuse Orange                                      | Bóng bầu dục Mỹ, bóng rổ, lacrosse                                          |
| Sân vận động Miyagi                                     | 49.133                                     | Rifu                         | Nhật Bản                                | Đông Á         | Vegalta Sendai* | Bóng đá, điền kinh                                                          |
| Globe Life Park ở Arlington                             | 49.115                                     | Arlington, Texas             | Hoa Kỳ                                  | Bắc Mỹ         | Dallas Renegades, North Texas SC | Bóng bầu dục Mỹ, bóng đá                                                    |
| Chase Field                                             | 49.033                                     | Phoenix, Arizona             | Hoa Kỳ                                  | Bắc Mỹ         | Arizona Diamondbacks | Bóng chày                                                                   |
| AWD-Arena                                               | 49.000                                     | Hanover                      | Đức                                     | Châu Âu        | Hannover 96 | Bóng đá                                                                     |
| Sân vận động Ánh sáng                                   | 49.000                                     | Sunderland                   | Vương quốc Liên hiệp Anh và Bắc Ireland | Châu Âu        | Sunderland A.F.C. | Bóng đá                                                                     |
| Sân vận động Alberto J. Armando (La Bombonera)          | 49.000                                     | Buenos Aires                 | Argentina                               | Nam Mỹ         | Club Atlético Boca Juniors | Bóng đá                                                                     |
| Queensland Sport and Athletics Centre                   | 49.000                                     | Brisbane                     | Úc                                      | Châu Đại Dương | | Bóng bầu dục liên minh                                                      |
| Oriole Park at Camden Yards                             | 48.876                                     | Baltimore                    | Hoa Kỳ                                  | Bắc Mỹ         | Baltimore Orioles | Bóng chày                                                                   |
| Sân vận động Thể thao Jinnah                            | 48.800                                     | Islamabad                    | Pakistan                                | Nam Á          | Đội tuyển bóng đá quốc gia Pakistan* | Bóng đá, cricket, khúc côn cầu                                              |
| Trung tâm Thể thao Harbin                               | 48.000                                     | Cáp Nhĩ Tân                  | Trung Quốc                              | Đông Á         | | Điền kinh                                                                   |
| Sân vận động Công viên các Hoàng tử                     | 48.712                                     | Paris                        | Pháp                                    | Châu Âu        | Paris Saint-Germain | Bóng đá                                                                     |
| Frankenstadion                                          | 48.548                                     | Nuremberg                    | Đức                                     | Châu Âu        | 1. FC Nürnberg | Bóng đá                                                                     |
| Sân vận động Nelson Mandela Bay                         | 48.459                                     | Port Elizabeth               | Nam Phi                                 | Châu Phi       | Southern Kings, Eastern Province Elephants | Bóng bầu dục liên hiệp, bóng đá                                             |
| Sân vận động Tomás Adolfo Ducó                          | 48.314                                     | Buenos Aires                 | Argentina                               | Nam Mỹ         | Club Atlético Huracán | Bóng đá                                                                     |
| T-Mobile Park                                           | 48.116                                     | Seattle                      | Hoa Kỳ                                  | Bắc Mỹ         | Seattle Mariners | Bóng chày                                                                   |
| Sân vận động Malvinas Argentinas                        | 48.000                                     | Mendoza                      | Argentina                               | Nam Mỹ         | Ciudad de Mendoza | Bóng đá                                                                     |
| Sân vận động Koshien                                    | 47.757                                     | Nishinomiya                  | Nhật Bản                                | Đông Á         | Hanshin Tigers | Bóng chày                                                                   |
| Sân vận động Olympic Fisht                              | 47.659                                     | Sochi                        | Nga                                     | Châu Âu        | PFC Sochi | Bóng đá, điền kinh                                                          |
| Sân vận động Monumental David Arellano                  | 47.017                                     | Santiago                     | Chile                                   | Nam Mỹ         | Colo-Colo | Bóng đá                                                                     |
| Sân vận động Quốc gia Julio Martínez Prádanos           | 47.000                                     | Santiago                     | Chile                                   | Nam Mỹ         | Đội tuyển bóng đá quốc gia Chile, Universidad de Chile*                                                                                                 | Bóng đá, điền kinh                                                          |
| Sân vận động Rice                                       | 47.000                                     | Houston                      | Hoa Kỳ                                  | Bắc Mỹ         | Rice Owls | Bóng bầu dục Mỹ                                                             |
| Tokyo Dome                                              | 47.000                                     | Tokyo                        | Nhật Bản                                | Đông Á         | Yomiuri Giants | Bóng chày                                                                   |
| Sân vận động Olympic João Havelange                     | 46.931                                     | Rio de Janeiro               | Brasil                                  | Nam Mỹ         | Botafogo | Bóng đá                                                                     |
| Sân vận động Busch                                      | 46.861                                     | St. Louis                    | Hoa Kỳ                                  | Bắc Mỹ         | St. Louis Cardinals | Bóng chày                                                                   |
| Sân vận động Thành phố                                  | 46.788                                     | Barranquilla                 | Colombia                                | Nam Mỹ         | Đội tuyển bóng đá quốc gia Colombia, Atlético Junior | Bóng đá                                                                     |
| Sân vận động El Campín                                  | 46.018                                     | Bogotá                       | Colombia                                | Nam Mỹ         | Millonarios, Independiente Santa Fe | Bóng đá                                                                     |
| Sân vận động ACA-VDCA                                   | 46.000                                     | Visakhapatnam                | Ấn Độ                                   | Nam Á          | Andhra, Deccan Chargers* | Cricket                                                                     |
| Itaipava Arena Pernambuco                               | 46.000                                     | São Lourenço da Mata         | Brasil                                  | Nam Mỹ         | Clube Náutico Capibaribe | Bóng đá                                                                     |
| Sân vận động Olímpico Monumental                        | 46.000                                     | Porto Alegre                 | Brasil                                  | Nam Mỹ         | | Bóng đá                                                                     |
| Sân vận động Peter Mokaba                               | 46.000                                     | Polokwane                    | Nam Phi                                 | Châu Phi       | | Bóng đá                                                                     |
| Sân vận động Paulo Constantino                          | 45.954                                     | Presidente Prudente          | Brasil                                  | Nam Mỹ         | | Bóng đá                                                                     |
| Sân vận động Reser                                      | 45.674                                     | Corvallis, Oregon            | Hoa Kỳ                                  | Bắc Mỹ         | Oregon State Beavers | Bóng bầu dục Mỹ                                                             |
| Sân vận động Rice-Eccles                                | 45.634                                     | Salt Lake City               | Hoa Kỳ                                  | Bắc Mỹ         | Utah Utes | Bóng bầu dục Mỹ                                                             |
| Sân vận động Olímpico Pascual Guerrero                  | 45.625                                     | Cali                         | Colombia                                | Nam Mỹ         | América de Cali | Bóng đá                                                                     |
| Sân vận động Quốc gia                                   | 45.574                                     | Lima                         | Peru                                    | Nam Mỹ         | Đội tuyển bóng đá quốc gia Peru | Bóng đá                                                                     |
| Volgograd Arena                                         | 45.568                                     | Volgograd                    | Nga                                     | Châu Âu        | FC Rotor Volgograd | Bóng đá                                                                     |
| Páirc Uí Chaoimh                                        | 45.500                                     | Cork                         | Ireland                                 | Châu Âu        | Cork GAA | Hurling, Gaelic                                                             |
| Sân vận động Ilha do Retiro                             | 45.500                                     | Recife                       | Brasil                                  | Nam Mỹ         | Sport Club do Recife | Bóng đá                                                                     |
| Sân vận động Ramón Sánchez Pizjuán                      | 45.500                                     | Seville                      | Tây Ban Nha                             | Châu Âu        | Sevilla FC | Bóng đá                                                                     |
| Sân vận động Adrar                                      | 45.480                                     | Agadir                       | Maroc                                   | Châu Phi       | Hassania Agadir | Bóng đá                                                                     |
| Sân vận động Tưởng niệm Robert F. Kennedy               | 45.423                                     | Washington, D.C.             | Hoa Kỳ                                  | Bắc Mỹ         | | Bóng đá, Bóng bầu dục Mỹ, bóng chày                                         |
| Otkrytie Arena                                          | 45.360                                     | Moscow                       | Nga                                     | Châu Âu        | FC Spartak Moscow | Bóng đá                                                                     |
| Sân vận động Quốc gia Mandela                           | 45.202                                     | Kampala                      | Uganda                                  | Châu Phi       | Đội tuyển bóng đá quốc gia Uganda | Bóng đá                                                                     |
| Sân vận động McLane                                     | 45.140                                     | Waco, Texas                  | Hoa Kỳ                                  | Bắc Mỹ         | Baylor Bears | Bóng bầu dục Mỹ                                                             |
| Kazan Arena                                             | 45.105                                     | Kazan                        | Nga                                     | Châu Âu        | FC Rubin Kazan | Bóng đá, điền kinh                                                          |
| Sân vận động Garcilaso                                  | 45.056                                     | Cusco                        | Peru                                    | Nam Mỹ         | Cienciano del Cuzco | Bóng đá                                                                     |
| Sân vận động Angel của Anaheim                          | 45.050                                     | Anaheim, California          | Hoa Kỳ                                  | Bắc Mỹ         | Los Angeles Angels | Bóng chày                                                                   |
| Sân vận động Olímpico do Pará                           | 45.007                                     | Belém                        | Brasil                                  | Nam Mỹ         | Paysandu Sport Club*, Clube do Remo* | Bóng đá                                                                     |
| Sân vận động Olympic Ashgabat                           | 45.000                                     | Ashgabat                     | Turkmenistan                            | Trung Á        | Đội tuyển bóng đá quốc gia Turkmenistan | Bóng đá                                                                     |
| Sân vận động Harapan Bangsa                             | 45.000                                     | Banda Aceh                   | Indonesia                               | Đông Nam Á     | Persiraja Banda Aceh | Bóng đá                                                                     |
| Sân vận động Khúc côn cầu Quốc gia, Lahore              | 45.000                                     | Lahore                       | Pakistan                                | Nam Á          | Đội tuyển khúc côn cầu quốc gia Pakistan | Khúc côn cầu                                                                |
| Arena Corinthians                                       | 45.000                                     | São Paulo                    | Brasil                                  | Nam Mỹ         | Sport Club Corinthians Paulista | Bóng đá                                                                     |
| Sân vận động Rommel Fernández                           | 45.000                                     | Thành phố Panama             | Panama                                  | Nam Mỹ         | Federación Panameňa de Fútbol (FEPAFUT) | Bóng đá, điền kinh                                                          |
| Sân vận động Quốc gia Bangabandhu                       | 45.000                                     | Dhaka                        | Bangladesh                              | Nam Á          | Đội tuyển bóng đá quốc gia Bangladesh, Bangladesh League                                                                                                | Bóng đá, điền kinh                                                          |
| Sân vận động Barabati                                   | 45.000                                     | Cuttack                      | Ấn Độ                                   | Nam Á          | Orissa Cricket Association | Cricket                                                                     |
| Sân vận động Cricket Vidarbha                           | 45.000                                     | Nagpur                       | Ấn Độ                                   | Nam Á          | Vidarbha cricket team | Cricket                                                                     |
| Sân vận động Abbasiyyin                                 | 45.000                                     | Damascus                     | Syria                                   | Tây Á          | Al-Jaish, Al-Wahda, Al Majd | Bóng đá                                                                     |
| Allianz Parque                                          | 45.000                                     | São Paulo                    | Brasil                                  | Nam Mỹ         | Sociedade Esportiva Palmeiras | Bóng đá                                                                     |
| Sân vận động Tưởng niệm Kobe Universiade                | 45.000                                     | Kobe                         | Nhật Bản                                | Đông Á         | Vissel Kobe* | Bóng đá                                                                     |
| Sân vận động Qingdao Guoxin                             | 45.000                                     | Thanh Đảo                    | Trung Quốc                              | Đông Á         | | Bóng đá                                                                     |
| Sân vận động Captain Roop Singh                         | 45.000                                     | Gwalior                      | Ấn Độ                                   | Nam Á          | Madhya Pradesh Cricket Association | Cricket                                                                     |
| Sân vận động Machava                                    | 45.000                                     | Maputo                       | Mozambique                              | Châu Phi       | Đội tuyển bóng đá quốc gia Mozambique | Bóng đá                                                                     |
| Sân vận động Đại học Pedro Pedrossian                   | 45.000                                     | Campo Grande                 | Brasil                                  | Nam Mỹ         | Universidade Federal de Mato Grosso do Sul | Bóng đá                                                                     |
| Sân vận động Fatorda                                    | 45.000                                     | Margao                       | Ấn Độ                                   | Nam Á          | Dempo SC, Salgaocar SC Goa, Sporting Clube de Goa | Bóng đá                                                                     |
| Sân vận động Fez                                        | 45.000                                     | Fes                          | Maroc                                   | Châu Phi       | Maghreb Fez | Bóng đá                                                                     |
| Sân vận động Free State                                 | 45.000                                     | Bloemfontein                 | Nam Phi                                 | Châu Phi       | Free State Cheetahs, Cheetahs, Bloemfontein Celtic | Bóng bầu dục liên hiệp                                                      |
| Sân vận động Green Park                                 | 45.000                                     | Kanpur                       | Ấn Độ                                   | Nam Á          | Uttar Pradesh cricket team | Cricket                                                                     |
| Rostov Arena                                            | 45.000                                     | Rostov-on-Don                | Nga                                     | Châu Âu        | FC Rostov | Bóng đá                                                                     |
| Sân vận động El Menzah                                  | 45.000                                     | Tunis                        | Tunisia                                 | Châu Phi       | Club Africain, Espérance | Bóng đá                                                                     |
| Sân vận động Toyota                                     | 45.000                                     | Toyota                       | Nhật Bản                                | Đông Á         | Nagoya Grampus* | Bóng đá                                                                     |
| Citi Field                                              | 45.000                                     | New York City                | Hoa Kỳ                                  | Bắc Mỹ         | New York Mets | Bóng chày                                                                   |
| Sân vận động Công viên Thể thao Yên Đài                 | 45.000                                     | Yên Đài, Sơn Đông            | Trung Quốc                              | Đông Á         | đội bóng đá địa phương | Bóng đá                                                                     |
| Sân vận động Panathenaic                                | 45.000                                     | Athens                       | Hi Lạp                                  | Châu Âu        | | Điền kinh                                                                   |
| Sân vận động Marrakech                                  | 45.000                                     | Marrakech                    | Maroc                                   | Châu Phi       | Kawkab Marrakech | Bóng đá                                                                     |
| Sân vận động Omar Bongo                                 | 45.000                                     | Libreville                   | Gabon                                   | Châu Phi       | FC 105 Libreville | Bóng đá                                                                     |
| Sân vận động Quốc gia                                   | 45.000                                     | Lagos                        | Nigeria                                 | Châu Phi       | Đội tuyển bóng đá quốc gia Nigeria* | Bóng đá                                                                     |
| Grand Stade de Tanger                                   | 45.000                                     | Tangier                      | Maroc                                   | Châu Phi       | IR Tanger | Bóng đá                                                                     |
| Sân vận động Trung tâm Thể thao Truy Bác                | 45.000                                     | Truy Bác, Sơn Đông           | Trung Quốc                              | Đông Á         | đội bóng đá địa phương | Bóng đá                                                                     |
| Sân vận động Trung tâm Thể thao Duy Phường              | 45.000                                     | Duy Phường, Sơn Đông         | Trung Quốc                              | Đông Á         | đội bóng đá địa phương | Bóng đá                                                                     |
| Sân vận động Orlando                                    | 45.000                                     | Johannesburg                 | Nam Phi                                 | Châu Phi       | Orlando Pirates, Kaiser Chiefs, Moroka Swallows | Bóng đá                                                                     |
| Sân vận động Thành phố Thể thao Zayed                   | 45.000                                     | Abu Dhabi                    | United Arab Emirates                    | Tây Á          | UAE President Cup finals | Bóng đá                                                                     |
| Sân vận động Wankhede                                   | 45.000                                     | Mumbai                       | Ấn Độ                                   | Nam Á          | Mumbai cricket team, Mumbai Indians, Indian national cricket team*                                                                                      | Cricket                                                                     |
| Sân vận động Kanchenjunga                               | 45.000                                     | Siliguri                     | Ấn Độ                                   | Nam Á          | đội bóng đá địa phương | Bóng đá                                                                     |
| Sân vận động Thành phố Thể thao Latakia                 | 45.000                                     | Latakia                      | Syria                                   | Tây Á          | | Bóng đá                                                                     |
| Samara Arena                                            | 44.918                                     | Samara                       | Nga                                     | Châu Âu        | PFC Krylia Sovetov Samara | Bóng đá                                                                     |
| Sân vận động Nizhny Novgorod                            | 44.899                                     | Nizhny Novgorod              | Nga                                     | Châu Âu        | FC Nizhny Novgorod | Bóng đá                                                                     |
| Sân vận động Alumni                                     | 44.500                                     | Chestnut Hill, Massachusetts | Hoa Kỳ                                  | Bắc Mỹ         | Boston College Eagles | Bóng bầu dục Mỹ                                                             |
| Arena da Amazônia                                       | 44.500                                     | Manaus                       | Brasil                                  | Nam Mỹ         | América Futebol Clube, Nacional Futebol Clube, Atlético Rio Negro Clube                                                                                 | Bóng đá                                                                     |
| Sân vận động Thành phố Wrocław                          | 44.416                                     | Wrocław                      | Ba Lan                                  | Châu Âu        | Śląsk Wrocław | Bóng đá                                                                     |
| Sân vận động Cần Thơ                                    | 44.400                                     | Cần Thơ                      | Việt Nam                                | Đông Nam Á     | đội bóng đá địa phương | Bóng đá, điền kinh                                                          |
| Sân vận động Spectrum                                   | 44.206                                     | Orlando, Florida             | Hoa Kỳ                                  | Bắc Mỹ         | UCF Knights | Bóng bầu dục Mỹ                                                             |
| Sân vận động Governador Alberto Tavares Silva           | 44.200                                     | Teresina                     | Brasil                                  | Nam Mỹ         | Esporte Clube Flamengo* | Bóng đá                                                                     |
| Sân vận động World Cup Gwangju                          | 44.118                                     | Gwangju                      | Hàn Quốc                                | Đông Á         | Gwangju FC | Bóng đá                                                                     |
| Sân vận động bóng đá Ulsan Munsu                        | 44.102                                     | Ulsan                        | Hàn Quốc                                | Đông Á         | Ulsan Hyundai | Bóng đá                                                                     |
| Sân vận động Amon G. Carter                             | 44.008                                     | Fort Worth, Texas            | Hoa Kỳ                                  | Bắc Mỹ         | TCU Horned Frogs | Bóng bầu dục Mỹ                                                             |
| Sân vận động Levy Mwanawasa                             | 44.000                                     | Ndola                        | Zambia                                  | Châu Phi       | Đội tuyển bóng đá quốc gia Zambia | Bóng đá                                                                     |
| Sân vận động World Cup Suwon                            | 43.959                                     | Suwon                        | Hàn Quốc                                | Đông Á         | Suwon Samsung Bluewings | Bóng đá                                                                     |
| Sân vận động Riau Main                                  | 43.923                                     | Pekanbaru                    | Indonesia                               | Đông Nam Á     | | Bóng đá                                                                     |
| Sân vận động Tỉnh Sơn Đông                              | 43.700                                     | Tế Nam, Sơn Đông             | Trung Quốc                              | Đông Á         | đội bóng đá địa phương | Bóng đá                                                                     |
| Sân vận động Quốc gia Vasil Levski                      | 43.632                                     | Sofia                        | Bulgaria                                | Châu Âu        | Đội tuyển bóng đá quốc gia Bulgaria | Bóng đá                                                                     |
| PGE Arena Gdańsk                                        | 43.615                                     | Gdańsk                       | Ba Lan                                  | Châu Âu        | Lechia Gdańsk | Bóng đá                                                                     |
| Citizens Bank Park                                      | 43.500                                     | Philadelphia                 | Hoa Kỳ                                  | Bắc Mỹ         | Philadelphia Phillies | Bóng chày                                                                   |
| Sân vận động Mbombela                                   | 43.500                                     | Nelspruit                    | Nam Phi                                 | Châu Phi       | | Bóng đá                                                                     |
| El Nuevo Gasómetro                                      | 43.494                                     | Buenos Aires                 | Argentina                               | Nam Mỹ         | Club Atlético San Lorenzo de Almagro | Bóng đá                                                                     |
| Sân vận động World Cup Jeonju                           | 43.348                                     | Jeonju                       | Hàn Quốc                                | Đông Á         | Jeonbuk Hyundai Motors | Bóng đá                                                                     |
| Progressive Field                                       | 43.345                                     | Cleveland, Ohio              | Hoa Kỳ                                  | Bắc Mỹ         | Cleveland Indians | Bóng chày                                                                   |
| Sân vận động Thành phố Poznań                           | 43.269                                     | Poznań                       | Ba Lan                                  | Châu Âu        | Lech Poznań | Bóng đá                                                                     |
| Ōita Bank Dome                                          | 43.254                                     | Ōita                         | Nhật Bản                                | Đông Á         | Ōita Trinita | Bóng đá                                                                     |
| Sân vận động Artemio Franchi                            | 43.147                                     | Florence                     | Ý                                       | Châu Âu        | ACF Fiorentina | Bóng đá                                                                     |
| Sân vận động Cricket Quốc tế Saifai                     | 43.000                                     | Saifai                       | Ấn Độ                                   | Nam Á          | Uttar Pradesh cricket team | Cricket                                                                     |
| Sân vận động Đại học San Marcos                         | 43.000                                     | Lima                         | Peru                                    | Nam Mỹ         | Universidad San Marcos | Bóng đá                                                                     |
| Sân vận động Fitzgerald (Staidiam Mhic Gearailt)        | 43.000                                     | Killarney                    | Ireland                                 | Châu Âu        | Kerry GAA | Gaelic, hurling                                                             |
| Arena Pantanal                                          | 43.000                                     | Cuiabá                       | Brasil                                  | Nam Mỹ         | Clube Esportivo Dom Bosco, Mixto Esporte Clube | Bóng đá                                                                     |
| Ullevi                                                  | 43.000                                     | Gothenburg                   | Thụy Điển                               | Châu Âu        | | Bóng đá, điền kinh                                                          |
| Arena das Dunas                                         | 43.000                                     | Natal                        | Brasil                                  | Nam Mỹ         | Federação Norte-rio-grandense de Futebol | Bóng đá                                                                     |
| Sapporo Dome                                            | 42.831                                     | Sapporo                      | Nhật Bản                                | Đông Á         | Consadole Sapporo, Hokkaido Nippon-Ham Fighters | Bóng đá, bóng chày                                                          |
| Villa Park                                              | 42.788                                     | Birmingham                   | Vương quốc Liên hiệp Anh và Bắc Ireland | Châu Âu        | Aston Villa F.C. | Bóng đá                                                                     |
| Sân vận động Chu Châu                                   | 42.740                                     | Chu Châu, Hồ Nam             | Trung Quốc                              | Đông Á         | đội bóng đá địa phương | Bóng đá                                                                     |
| Sân vận động Cuauhtémoc                                 | 42.648                                     | Puebla                       | México                                  | Bắc Mỹ         | Puebla F.C. | Bóng đá                                                                     |
| Sân vận động Đô thị Mérida                              | 42.500                                     | Mérida                       | Venezuela                               | Nam Mỹ         | Estudiantes de Mérida FC | Bóng đá                                                                     |
| St. Jakob-Park                                          | 42.500                                     | Basel                        | Thụy Sĩ                                 | Châu Âu        | FC Basel | Bóng đá                                                                     |
| Sân vận động Perak                                      | 42.500                                     | Ipoh                         | Malaysia                                | Đông Nam Á     | Perak FA | Bóng đá                                                                     |
| Weserstadion                                            | 42.500                                     | Bremen                       | Đức                                     | Châu Âu        | Werder Bremen | Bóng đá                                                                     |
| Sân vận động Kanjuruhan                                 | 42.449                                     | Malang                       | Indonesia                               | Đông Nam Á     | Arema FC | Bóng đá                                                                     |
| Petco Park                                              | 42.445                                     | San Diego                    | Hoa Kỳ                                  | Bắc Mỹ         | San Diego Padres | Bóng chày                                                                   |
| Sân vận động Tohoku Electric Power Big Swan             | 42.300                                     | Niigata                      | Nhật Bản                                | Đông Á         | Albirex Niigata | Bóng đá                                                                     |
| Sân vận động World Cup Jeju                             | 42.256                                     | Seogwipo                     | Hàn Quốc                                | Đông Á         | Jeju United FC | Bóng đá                                                                     |
| Miller Park                                             | 42.200                                     | Milwaukee                    | Hoa Kỳ                                  | Bắc Mỹ         | Milwaukee Brewers | Bóng chày                                                                   |
| Sân vận động Bordeaux mới                               | 42.115                                     | Bordeaux                     | Pháp                                    | Châu Âu        | FC Girondins de Bordeaux, Union Bordeaux Bègles* | Bóng đá, bóng bầu dục liên hiệp                                             |
| Great American Ball Park                                | 42.059                                     | Cincinnati                   | Hoa Kỳ                                  | Bắc Mỹ         | Cincinnati Reds | Bóng chày                                                                   |
| Stamford Bridge                                         | 42.055                                     | London                       | Vương quốc Liên hiệp Anh và Bắc Ireland | Châu Âu        | Chelsea F.C. | Bóng đá                                                                     |
| Sân vận động Zimpeto                                    | 42.055                                     | Maputo                       | Mozambique                              | Châu Phi       | | Bóng đá, điền kinh                                                          |
| The Gabba                                               | 42.000                                     | Brisbane                     | Úc                                      | Châu Đại Dương | Australia national cricket team*, Queensland Bulls, Brisbane Heat, Brisbane Lions                                                                       | Cricket, Bóng bầu dục Úc                                                    |
| McHale Park (Páirc Mhic Éil)                            | 42.000                                     | Castlebar                    | Ireland                                 | Châu Âu        | Mayo GAA | Gaelic, hurling                                                             |
| Sân vận động Universitario                              | 42.000                                     | San Nicolás de los Garza     | México                                  | Bắc Mỹ         | Tigres de la UANL | Bóng đá                                                                     |
| Arena da Baixada                                        | 42.000                                     | Curitiba                     | Brasil                                  | Nam Mỹ         | Atlético Paranaense | Bóng đá                                                                     |
| Trung tâm Thể thao Thành Đô                             | 42.000                                     | Thành Đô, Tứ Xuyên           | Trung Quốc                              | Đông Á         | Chengdu Blades | Bóng đá                                                                     |
| Sân vận động Geoffroy-Guichard                          | 42.000                                     | Saint-Étienne                | Pháp                                    | Châu Âu        | AS Saint-Étienne | Bóng đá                                                                     |
| Sân vận động Hernando Siles                             | 42.000                                     | La Paz                       | Bolivia                                 | Nam Mỹ         | La Paz F.C., Club Bolívar*, The Strongest* | Bóng đá                                                                     |
| Sân vận động Hoàng gia Bafokeng                         | 42.000                                     | Phokeng                      | Nam Phi                                 | Châu Phi       | Platinum Stars F.C. | Bóng bầu dục liên hiệp, bóng đá, điền kinh                                  |
| Vodafone Park                                           | 41.903                                     | Istanbul                     | Thổ Nhĩ Kỳ                              | Tây Á          | Beşiktaş J.K. | Bóng đá                                                                     |
| Sân vận động Darul Makmur                               | 41.895                                     | Kuantan                      | Malaysia                                | Đông Nam Á     | Pahang FA | Bóng đá, điền kinh                                                          |
| Nationals Park                                          | 41.888                                     | Washington, D.C.             | Hoa Kỳ                                  | Bắc Mỹ         | Washington Nationals | Bóng chày                                                                   |
| Sân vận động Gigante de Arroyito                        | 41.654                                     | Rosario                      | Argentina                               | Nam Mỹ         | Rosario Central | Bóng đá                                                                     |
| Sân vận động Friuli                                     | 41.652                                     | Udine                        | Ý                                       | Châu Âu        | Udinese Calcio | Bóng đá                                                                     |
| Sân vận động Serra Dourada                              | 41.574                                     | Goiânia                      | Brasil                                  | Nam Mỹ         | Goiás Esporte Clube*, Vila Nova Futebol Clube* | Bóng đá                                                                     |
| Sân vận động Allianz (Sân vận động Juventus)            | 41.507                                     | Turin                        | Ý                                       | Châu Âu        | Juventus F.C. | Bóng đá                                                                     |
| Sân vận động Sông Wuyuan                                | 41.506                                     | Hải Khẩu                     | Trung Quốc                              | Đông Á         | | Điền kinh, hòa nhạc                                                         |
| Oracle Park                                             | 41.503                                     | San Francisco                | Hoa Kỳ                                  | Bắc Mỹ         | San Francisco Giants | Bóng chày, Bóng bầu dục Mỹ                                                  |
| Sân vận động Morelos                                    | 41.500                                     | Morelia                      | México                                  | Bắc Mỹ         | Monarcas Morelia | Bóng đá                                                                     |
| Sân vận động Vanderbilt                                 | 41.448                                     | Nashville, Tennessee         | Hoa Kỳ                                  | Bắc Mỹ         | Vanderbilt Commodores | Bóng bầu dục Mỹ                                                             |
| Sân vận động Goyang                                     | 41.311                                     | Goyang                       | Hàn Quốc                                | Đông Á         | Goyang KB | Bóng đá                                                                     |
| Polideportivo Cachamay                                  | 41.300                                     | Ciudad Guayana               | Venezuela                               | Nam Mỹ         | Atlético Club Mineros de Guayana | Bóng đá                                                                     |
| Sân vận động World Cup Daejeon                          | 41.295                                     | Daejeon                      | Hàn Quốc                                | Đông Á         | Daejeon Citizen | Bóng đá                                                                     |
| Plaza México                                            | 41.262                                     | Mexico City                  | México                                  | Bắc Mỹ         | | Đấu bò                                                                      |
| Sân vận động Félix-Bollaert                             | 41.233                                     | Lens                         | Pháp                                    | Châu Âu        | RC Lens | Bóng đá                                                                     |
| Sonny Lubick Field tại Sân vận động Canvas              | 41.200                                     | Fort Collins, Colorado       | Hoa Kỳ                                  | Bắc Mỹ         | Colorado State Rams | Bóng bầu dục Mỹ                                                             |
| Truist Park                                             | 41.149                                     | Atlanta                      | Hoa Kỳ                                  | Bắc Mỹ         | Atlanta Braves | Bóng chày                                                                   |
| Wrigley Field                                           | 41.118                                     | Chicago                      | Hoa Kỳ                                  | Bắc Mỹ         | Chicago Cubs | Bóng chày                                                                   |
| Comerica Park                                           | 41.070                                     | Detroit                      | Hoa Kỳ                                  | Bắc Mỹ         | Detroit Tigers | Bóng chày                                                                   |
| Sân vận động Dinamo                                     | 41.040                                     | Minsk                        | Belarus                                 | Châu Âu        | Đội tuyển bóng đá quốc gia Belarus, Dinamo Minsk | Bóng đá                                                                     |
| Sân vận động Bulldog                                    | 41.031                                     | Fresno, California           | Hoa Kỳ                                  | Bắc Mỹ         | Fresno State Bulldogs | Bóng bầu dục Mỹ                                                             |
| Sân vận động M. M. Roberts                              | 41.000                                     | Hattiesburg, Mississippi     | Hoa Kỳ                                  | Bắc Mỹ         | Southern Miss Golden Eagles | Bóng bầu dục Mỹ                                                             |
| Sân vận động Olympic Atahualpa                          | 41.000                                     | Quito                        | Ecuador                                 | Nam Mỹ         | Sociedad Deportivo Quito, Club Deportivo El Nacional | Bóng đá                                                                     |
| Minute Maid Park                                        | 40.950                                     | Houston,                     | Hoa Kỳ                                  | Bắc Mỹ         | Houston Astros | Bóng chày                                                                   |
| Sân vận động Atanasio Girardot                          | 40.943                                     | Medellín                     | Colombia                                | Nam Mỹ         | Atlético Nacional, Independiente Medellín | Bóng đá                                                                     |
| Trung tâm Thể thao Olympic Tô Châu                      | 40.933                                     | Tô Châu                      | Trung Quốc                              | Đông Á         | | Điền kinh                                                                   |
| Sân vận động Kauffman                                   | 40.793                                     | Kansas City, Missouri        | Hoa Kỳ                                  | Bắc Mỹ         | Kansas City Royals | Bóng chày                                                                   |
| Sân vận động Defensores del Chaco                       | 40.759                                     | Asunción                     | Paraguay                                | Nam Mỹ         | Asociacion Paraguaya de Futbol | Bóng đá                                                                     |
| Sân vận động bóng đá Kashima                            | 40.728                                     | Kashima                      | Nhật Bản                                | Đông Á         | Kashima Antlers | Bóng đá                                                                     |
| Sân vận động Campeón del Siglo                          | 40.700                                     | Montevideo                   | Uruguay                                 | Nam Mỹ         | Club Atlético Peñarol | Bóng đá                                                                     |
| Sân vận động Ladd–Peebles                               | 40.646                                     | Mobile, Alabama              | Hoa Kỳ                                  | Bắc Mỹ         | South Alabama Jaguars | Bóng bầu dục Mỹ                                                             |
| Guaranteed Rate Field                                   | 40.615                                     | Chicago                      | Hoa Kỳ                                  | Bắc Mỹ         | Chicago White Sox | Bóng chày                                                                   |
| Sân vận động Olympic Helsinki                           | 40.600                                     | Helsinki                     | Finland                                 | Châu Âu        | Đội tuyển bóng đá quốc gia Phần Lan | Bóng đá, điền kinh                                                          |
| Sân vận động Trung tâm Thể thao Olympic Bao Đầu         | 40.545                                     | Bao Đầu                      | Trung Quốc                              | Đông Á         | | Điền kinh                                                                   |
| Sân vận động Cornellà-El Prat                           | 40.500                                     | Barcelona                    | Tây Ban Nha                             | Châu Âu        | RCD Espanyol | Bóng đá                                                                     |
| Nagoya Dome                                             | 40.500                                     | Nagoya                       | Nhật Bản                                | Đông Á         | Chunichi Dragons | Bóng chày                                                                   |
| Sân vận động Ciudad de Lanús – Néstor Díaz Pérez        | 40.320                                     | Lanús                        | Argentina                               | Nam Mỹ         | Club Atlético Lanús | Bóng đá                                                                     |
| Sân vận động Metropolitano de Fútbol de Lara            | 40.312                                     | Barquisimeto                 | Venezuela                               | Nam Mỹ         | Unión Lara | Bóng đá                                                                     |
| Globe Life Field                                        | 40.300                                     | Arlington                    | Hoa Kỳ                                  | Bắc Mỹ         | Texas Rangers | Bóng chày                                                                   |
| Sân vận động Papua Bangkit                              | 40.263                                     | Jayapura                     | Indonesia                               | Đông Nam Á     | | Bóng đá, điền kinh                                                          |
| Sân vận động Thành phố Paulo Machado de Carvalho        | 40.199                                     | São Paulo                    | Brasil                                  | Nam Mỹ         | Corinthians, Santos, Palmeiras | Bóng đá                                                                     |
| Sân vận động Quốc gia Mỹ Đình                           | 40.192                                     | Hà Nội                       | Việt Nam                                | Đông Nam Á     | Đội tuyển bóng đá quốc gia Việt Nam | Bóng đá, thỉnh thoảng điền kinh                                             |
| Goodison Park                                           | 40.158                                     | Liverpool                    | Vương quốc Liên hiệp Anh và Bắc Ireland | Châu Âu        | Everton F.C. | Bóng đá                                                                     |
| Sân vận động George Capwell                             | 40.024                                     | Guayaquil                    | Ecuador                                 | Nam Mỹ         | Club Sport Emelec | Bóng đá                                                                     |
| Khu liên hợp thể thao Oblast Metalist                   | 40.003                                     | Kharkiv                      | Ukraine                                 | Châu Âu        | Metalist 1925 Kharkiv, Shakhtar Donetsk | Bóng đá                                                                     |
| Sân vận động Al-Shaab                                   | 40.000                                     | Baghdad                      | Iraq                                    | Tây Á          | Baghdad Derbies | Bóng đá                                                                     |
| Sân vận động Batakan                                    | 40.000                                     | Balikpapan                   | Indonesia                               | Đông Nam Á     | Persiba Balikpapan | Bóng đá                                                                     |
| Sân vận động TDECU                                      | 40.000                                     | Houston                      | Hoa Kỳ                                  | Bắc Mỹ         | Houston Cougars, Houston Roughnecks | Bóng bầu dục Mỹ                                                             |
| Sân vận động Jawaharlal Nehru, Chennai                  | 40.000                                     | Chennai                      | Ấn Độ                                   | Nam Á          | Đội tuyển bóng đá quốc gia Ấn Độ*, Indian Bank Recreational Club                                                                                        | Bóng đá                                                                     |
| Sân vận động Hang Jebat                                 | 40.000                                     | Malacca                      | Malaysia                                | Đông Nam Á     | Melaka Telekom | Bóng đá                                                                     |
| Sân vận động bóng đá Nhân dân                           | 40.000                                     | Karachi                      | Pakistan                                | Nam Á          | HBL FC, Đội tuyển bóng đá quốc gia Pakistan | Bóng đá                                                                     |
| Castelão                                                | 40.000                                     | São Luís                     | Brasil                                  | Nam Mỹ         | Moto Club, Sampaio Corrêa | Bóng đá                                                                     |
| Sân vận động Mohamed Hamlaoui                           | 40.000                                     | Constantine                  | Algérie                                 | Châu Phi       | Club Sportif de Constantine | Bóng đá                                                                     |
| Sân vận động Hồng Kông                                  | 40.000                                     | Hong Kong                    | Trung Quốc                              | Đông Á         | Đội tuyển bóng đá quốc gia Hồng Kông, South China AA | Bóng đá, Bóng bầu dục liên hiệp                                             |
| Khu liên hợp thể thao JRD Tata                          | 40.000                                     | Jamshedpur                   | Ấn Độ                                   | Nam Á          | đội bóng đá địa phương | Bóng đá                                                                     |
| Sân vận động 28 tháng 3                                 | 40.000                                     | Benghazi                     | Libya                                   | Châu Phi       | Al-Ahly Benghazi, Al-Nasr Benghazi, Al Tahaddy Benghazi, Đội tuyển bóng đá quốc gia Libya*                                                              | Bóng đá                                                                     |
| Sân vận động Negeri Pulau Pinang                        | 40.000                                     | Batu Kawan                   | Malaysia                                | Đông Nam Á     | Penang FA* | Bóng đá                                                                     |
| Sân vận động Thể thao Accra                             | 40.000                                     | Accra                        | Ghana                                   | Châu Phi       | Accra Hearts of Oak Sporting Club, Great Olympics | Bóng đá                                                                     |
| Sân vận động Pratt & Whitney                            | 40.000                                     | East Hartford, Connecticut   | Hoa Kỳ                                  | Bắc Mỹ         | UConn Huskies | Bóng bầu dục Mỹ                                                             |
| Sân vận động Sarawak                                    | 40.000                                     | Kuching                      | Malaysia                                | Đông Nam Á     | Sarawak FA | Bóng đá                                                                     |
| Sân vận động Angondjé                                   | 40.000                                     | Angondjé                     | Gabon                                   | Châu Phi       | Đội tuyển bóng đá quốc gia Gabon | Bóng đá                                                                     |
| Sân vận động Bo'an                                      | 40.000                                     | Thâm Quyến, Quảng Đông       | Trung Quốc                              | Đông Á         | Shenzhen Ruby F.C. | Bóng đá                                                                     |
| Trung tâm Thể thao Côn Minh                             | 40.000                                     | Côn Minh, Vân Nam            | Trung Quốc                              | Đông Á         | Đội tuyển bóng đá quốc gia Trung Quốc*, đội bóng đá địa phương                                                                                          | Bóng đá                                                                     |
| Vidarbha Cricket Association Ground                     | 40.000                                     | Nagpur                       | Ấn Độ                                   | Nam Á          | Vidarbha cricket team | Cricket                                                                     |
| Sân vận động R. Premadasa                               | 40.000                                     | Colombo                      | Sri Lanka                               | Nam Á          | Đội tuyển cricket quốc gia Sri Lanka | Cricket                                                                     |
| Sân vận động Bogyoke Aung San                           | 40.000                                     | Yangon                       | Myanmar                                 | Đông Nam Á     | đội bóng đá địa phương | Bóng đá                                                                     |
| Sân vận động Olympic Vu Hồ                              | 40.000                                     | Vu Hồ, An Huy                | Trung Quốc                              | Đông Á         | đội bóng đá địa phương | Bóng đá                                                                     |
| Sân vận động Nippert                                    | 40.000                                     | Cincinnati                   | Hoa Kỳ                                  | Bắc Mỹ         | Cincinnati Bearcats, FC Cincinnati | Bóng bầu dục Mỹ, bóng đá                                                    |
| Hauptstadion                                            | 40.000                                     | Aachen                       | Đức                                     | Châu Âu        | Aachen-Laurensberger Rennverein e.V. | Cưỡi ngựa và cưỡi ngựa vướt chướng ngại vật                                 |
| Sân vận động Tây Ninh                                   | 40.000                                     | Tây Ninh                     | Trung Quốc                              | Đông Á         | đội bóng đá địa phương | Bóng đá                                                                     |
| Trung tâm Thể thao Thành phố Thiệu Hưng                 | 40.000                                     | Thiệu Hưng                   | Trung Quốc                              | Đông Á         | | Điền kinh                                                                   |
| Sân vận động Bảo An                                     | 40.000                                     | Thâm Quyến                   | Trung Quốc                              | Đông Á         | | Bóng đá                                                                     |
| Sân vận động Trung tâm Thể thao An Khánh                | 40.000                                     | An Khánh                     | Trung Quốc                              | Đông Á         | | Điền kinh                                                                   |